# Juegos Olímpicos

Los anillos olímpicos son el principal símbolo de los Juegos Olímpicos modernos, uno de los emblemas más reconocidos en el mundo y un símbolo de la paz.

Los Juegos Olímpicos (JJ. OO.; Jeux Olympiques en francés y Olympic Games en inglés), Olimpiadas u Olimpíadas son el mayor evento deportivo internacional multidisciplinario en el que participan atletas de más de doscientos países de todo el mundo. Existen dos tipos: los Juegos Olímpicos de Verano y los Juegos Olímpicos de Invierno, que se realizan con un intervalo de dos años, según la Carta Olímpica: «Los Juegos de la Olimpiada se celebran durante el primer año de una Olimpiada y los Juegos Olímpicos de Invierno durante su tercer año».
Los Juegos Olímpicos modernos se inspiraron en los Juegos Olímpicos de la antigüedad del siglo VIII a. C. organizados en la antigua Grecia con sede en la ciudad de Olimpia, realizados entre los años 776 a. C. y el 393 de nuestra era. En el siglo XIX, surgió la idea de realizar unos eventos similares a los organizados en la antigüedad, los que se concretarían gracias a las gestiones del noble francés Pierre Frèdy, barón de Coubertin. El barón fundó el Comité Olímpico Internacional (COI) en 1894. Desde entonces, el COI se ha convertido en el órgano coordinador del Movimiento Olímpico, con la Carta Olímpica que define su estructura y autoridad.
La primera edición de los Juegos Olímpicos de la era moderna se llevó a cabo en Atenas, capital de Grecia, a partir del 6 de abril de 1896. Desde aquella oportunidad, han sido realizados cada cuatro años en diversas ciudades del mundo, siendo las únicas excepciones las ediciones de 1916, 1940 y 1944, debido al estallido de la Primera y Segunda Guerra Mundial; así como la postergación de la de 2020 para 2021, debido a la pandemia de COVID-19.
La evolución del movimiento olímpico durante los siglos XX y XXI ha dado lugar a varias modificaciones en los justa deportiva. El primero de estos ajustes fue la creación de los Juegos Olímpicos de invierno para deportes propios de esa estación, y que se realizaron por primera vez en Chamonix 1924. Se llevaron a cabo como parte del evento de verano, el COI los consideró como un evento separado retroactivo, y desde esa fecha comenzaron a efectuarse en el mismo año que los originales. Luego, con el fin de potenciar el desarrollo de los invernales, el organismo rector del olimpismo decidió desfasar la realización de los Juegos invernales a partir de Lillehammer 1994. Desde esa fecha, los Juegos Olímpicos de Invierno se realizan en los años pares entre dos Juegos de Verano. 
Las innovaciones continuaron con la formación de los Juegos Paralímpicos (primera edición en Roma 1960) para atletas con algún tipo de discapacidad y los Juegos Olímpicos de la Juventud para deportistas adolescentes (primera edición en Singapur 2010). Ambos eventos cuentan con su versiones invernales (las primeras en Örnsköldsvik 1976 e Innsbruck 2012, respectivamente).
El COI ha tenido que adaptarse a una variedad de avances económicos, políticos y tecnológicos. Como resultado, los Juegos Olímpicos se han alejado del amateurismo puro, según lo previsto por Coubertin, para permitir la participación de los atletas profesionales. La creciente importancia de los medios masivos de comunicación inició el patrocinio de empresas y la comercialización de los Juegos. Grandes boicots se realizaron durante la Guerra Fría en los Juegos de 1980 y 1984.
El Movimiento Olímpico consta de Federaciones Internacionales de cada deporte, Comités Olímpicos Nacionales y Comités Organizadores de cada edición. El COI es responsable de la elección de la ciudad sede. Según la Carta Olímpica, la ciudad anfitriona es responsable de la organización y el financiamiento de los Juegos. El programa olímpico, compuesto por los deportes disputados en los Juegos, está determinado por el COI. Existen diversos símbolos y ceremonias olímpicas, como la bandera y la antorcha olímpicas, así como las ceremonias de apertura y clausura. Cerca de 13 000 atletas compiten en los Juegos Olímpicos de Verano e Invierno en 33 deportes y unos 400 eventos. Los ganadores del primer, segundo y tercer lugar en cada evento reciben medallas olímpicas de oro, plata y bronce respectivamente.

## Juegos Olímpicos de la antigua Grecia

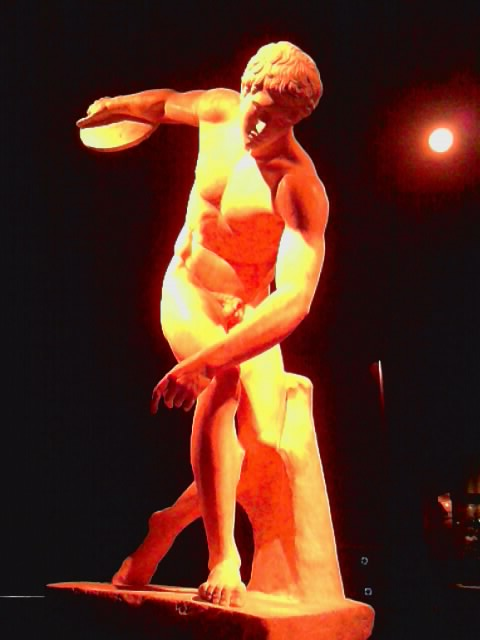
Discóbolo. Estatua que representa el lanzamiento de disco

Los Juegos Olímpicos modernos tienen su fundamento en los Juegos Olímpicos antiguos —llamados así por celebrarse en la ciudad de Olimpia— que eran fiestas atléticas celebradas desde el año 776 a. C. (la fecha más aceptada), y cada cuatro años, en el santuario de Zeus en Olimpia, Grecia. En la competencia acudían participantes de varias ciudades-estado y reinos de la antigua Grecia. 
El período de cuatro años era conocido como Olimpiada, fue utilizado por los griegos como una de sus unidades de medida del tiempo. En total, se realizaron 291 ediciones, de las cuales 194 ocurrieron antes de la era común y 97 con posterioridad. Al periodo entre el 776 a. C. corresponde a la primera olimpiada, y el de 389 d. C. al 393 d. C. a la 292.ª y última.
Los juegos fueron parte de un ciclo conocido como Juegos Panhelénicos, que incluía a los Juegos Píticos, los Juegos Nemeos y los Juegos Ístmicos. La modalidad de celebrar competencias y certámenes atléticos tienen un origen más antiguo, con probable datación en la época de la Grecia arcaica, durante el siglo XIII a. C., según se indica en la crónica de Paros, los Juegos Nemeos fueron inaugurados en el 1251 a. C.

### Origen
Durante los juegos, los conflictos entre las ciudades-estado participantes se posponían hasta la finalización de las competiciones deportivas. Este cese de las hostilidades fue conocido como paz o tregua olímpica. El origen de los Juegos Olímpicos está rodeado de misterio y leyenda. Según el relato del historiador griego Pausanias, el Dáctilo Heracles Ideo (no confundir con Heracles el hijo de Zeus) y cuatro de sus hermanos corrieron a Olimpia para entretener al recién nacido Zeus. Al ganar, Heracles se coronó con una corona de olivo y estableció la costumbre de celebrar la serie de eventos deportivos en honor a Zeus, cada cuatro años.

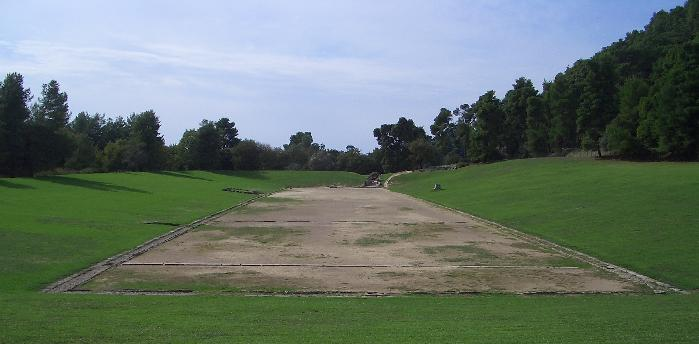
Ruinas del estadio de Olimpia

Píndaro, en otro relato, atribuye los Juegos Olímpicos a Heracles, el hijo de Zeus, además persiste la idea de que después de completar sus doce trabajos, construyó el estadio olímpico en honor a Zeus. Tras su finalización, se dirigió en línea recta doscientos pasos, y llamó a esto "distancia estadio" (en griego: στάδιον), que más tarde se convirtió en una unidad de distancia. Otro mito asocia a los primeros Juegos con el antiguo concepto griego de la tregua olímpica (ἐκεχειρία).
Los Juegos Olímpicos tenían una importancia religiosa fundamental, que presentó eventos deportivos, junto con sacrificios rituales en honor a Zeus (cuya estatua, realizada por Fidias, fue colocada en el templo de Olimpia) y a Pélope, héroe divino y rey mítico de Olimpia. Pélope fue famoso por su carrera de carros con el rey Enómao de Pisa (Grecia).

### Disciplinas atléticas
En estos juegos se realizaban diversos eventos deportivos, combates y carreras de cuadrigas. Se celebraron eventos de carreras, pentatlón —consistente en salto de longitud, lanzamiento de disco (discóbolo), jabalina, carrera pedestre y lucha (boxeo, lucha libre, pancracio) y eventos ecuestres.
El programa de los juegos se limitaba a un día (aunque las celebraciones de artísticas y de culto, así como la tregua olímpica se prolongaban por un mes), se extendió después a cinco en el 468 a. C. El acto inicial era el stadion, o carrera corta de 192.27 m; seguido del diaulos que equivalía a 384.54 m; y el dólichos, carrera larga de 4614.48 m.

### Participantes
La tradición dice que Corebo, un cocinero de la ciudad de Elis, fue el primer campeón olímpico. Esto se basa en inscripciones en Olimpia, una lista de ganadores de una carrera pedestre celebrada cada cuatro años a partir del año antes mencionado. Los ganadores de los eventos fueron admirados e inmortalizados en poemas y estatuas. En la obra atribuida a Calístenes, se menciona entre los participantes a Alejandro Magno en la competencia de carrera de carros a caballo, hacia el siglo IV a. C.
Al final de la disputa, el nombre de cada vencedor y el de su ciudad natal eran proclamados por un heraldo. El triunfador era coronado con una guirnalda de olivo silvestre, laurel o pino; eran recibidos en sus ciudades con himnos y representaciones artísticas de bailes, esculturas o declamaciones.

### Ocaso y prohibición
Los Juegos Olímpicos llegaron a su cénit en los siglos V y VI a. C.; sin embargo, su impacto disminuyó gradualmente a partir del siglo II a. C. tras el aumento de poder de los romanos en Grecia, donde ya varias regiones se encontraban bajo dominio de este imperio. Si bien no hay consenso entre los expertos en cuanto a cuándo finalizaron oficialmente, la fecha más aceptada es el 393 d. C., fecha de inicio del dominio del cristianismo en el Imperio Romano, cuando el emperador Teodosio I decretó que todos los cultos y prácticas paganas serían eliminadas. Otra fecha comúnmente citada es el 426 d. C., cuando su sucesor, Teodosio II, ordenó la destrucción de todos los templos griegos.

## Juegos Olímpicos modernos

### Antecedentes

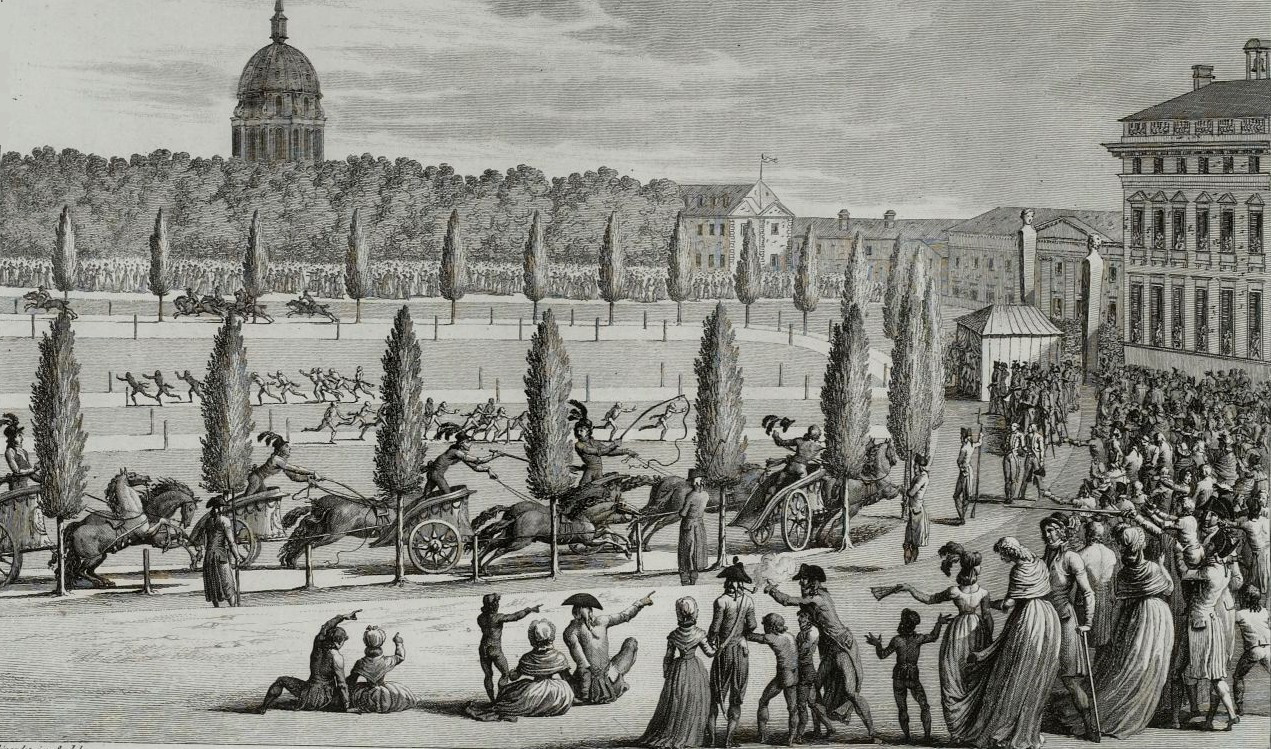
Olympiade de la République el 22 de septiembre de 1796, (Museo de la Revolución francesa).

Se ha documentado que, por lo menos, desde el siglo XVII se empleó de diversas formas el término «olímpico» para describir eventos deportivos en la era moderna. El primero fue el Cotswold Olimpick Games, una reunión deportiva anual en las cercanías de Chipping Campden, Inglaterra. Fue organizado por el abogado Robert Dover entre 1612 y 1642, con varias celebraciones hasta la actualidad. La Asociación Olímpica Británica describe a estos juegos como «los primeros estimulantes de los comienzos olímpicos del Reino Unido».

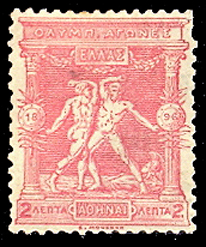
Sello griego de los primeros Juegos Olímpicos.

L'Olympiade de la République, era un festival olímpico nacional celebrado entre 1796 y 1798 en la Francia revolucionaria también trató de emular a los antiguos Juegos Olímpicos. La competición incluyó disciplinas de los Juegos Olímpicos antiguos. El evento de 1796 marcó la introducción del sistema métrico en el deporte.
En 1850, una Clase Olímpica fue iniciada por el Dr. William Penny Brookes en Much Wenlock, Shropshire, Inglaterra. En 1859, Brookes le cambió el nombre por el de Juegos Olímpicos Wenlock. Este festival deportivo anual continúa hasta la actualidad. La Sociedad Olímpica de Wenlock fue fundada por Brookes el 15 de noviembre de 1860.
Entre 1862 y 1867, Liverpool celebró el Grand Olympic Festival, un festival anual. Fue diseñado por John Hulley y Charles Melly. Estos juegos fueron los primeros en ser totalmente amateur, sin embargo, solo los «caballeros amateurs» podían competir. El programa de la I Olimpiada, celebrada en Atenas en 1896, fue casi idéntico al de los Juegos Olímpicos de Liverpool.
En 1865, Hulley, Brookes y E. G. Ravenstein fundaron la Asociación Olímpica Nacional en Liverpool, un predecesor de la Asociación Olímpica Británica. Los artículos asentados durante la fundación de la asociación fueron el bosquejo de la Carta Olímpica Internacional. En 1866, se celebraron unos Juegos Olímpicos Nacionales en Reino Unido, organizados en el Crystal Palace de Londres.

### El renacimiento de las Olimpiadas

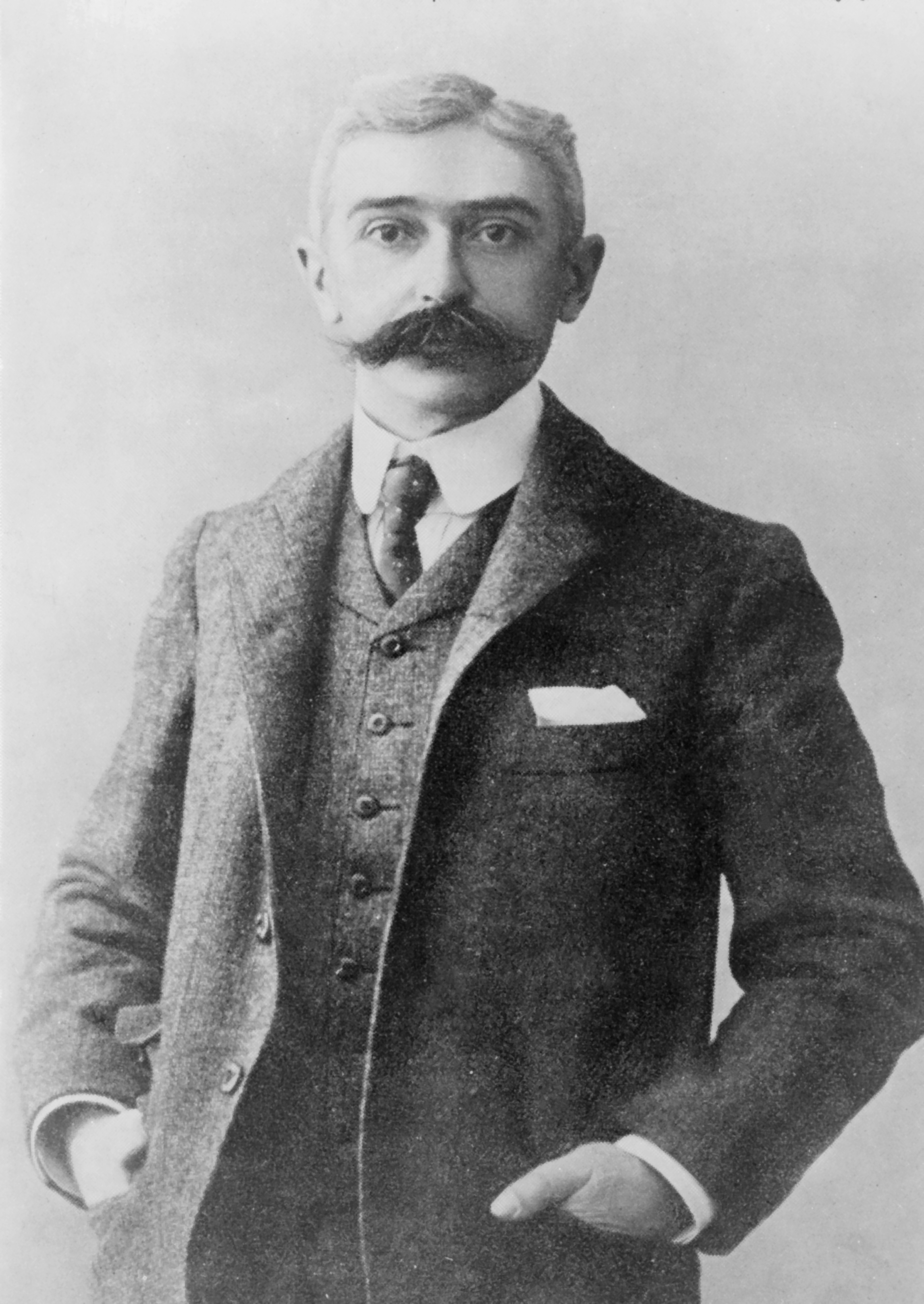
Barón Pierre de Coubertin.

El interés griego de revivir los Juegos Olímpicos comenzó con la Guerra de independencia de Grecia en 1821, cuando los griegos lucharon contra el Imperio otomano. En 1833 el poeta y editor Panagiotis Soutsos propuso restablecer los Juegos Olímpicos de la Antigüedad. En 1856 Evangelos Zappas, un rico filántropo griego, escribió al rey Otón I de Grecia ofreciéndose a financiar el renacimiento permanente de los Juegos Olímpicos.
En 1859 Zappas patrocinó los primeros Juegos Olímpicos, que fueron celebrados en una plaza de la ciudad de Atenas. Los participantes eran originarios de Grecia y el Imperio otomano. Zappas financió la restauración del antiguo Estadio Panathinaiko para que acogiera futuras ediciones. El estadio fue sede en 1870 y 1875. Treinta mil espectadores asistieron a la edición de 1870; sin embargo, no hay registros oficiales de asistencia del evento de 1875.
En 1890, después de asistir a los Juegos de la Sociedad Olímpica de Wenlock, el barón Pierre de Coubertin se inspiró para fundar el Comité Olímpico Internacional (COI). Coubertin basó sus ideas en los trabajos de Brookes y Zappas, con el objetivo de establecer unos Juegos Olímpicos internacionales que se celebraran cada cuatro años. Presentó estas ideas durante el primer Congreso Olímpico. Esta reunión se celebró del 16 al 23 de junio de 1894 en la Universidad de París. El 23 de junio se adoptó de manera unánime una resolución que definió el renacimiento de los Juegos Olímpicos; además se estableció que la primera edición se celebrara en Atenas dos años después. También se asentaron las bases para la fundación del COI. El COI eligió al escritor griego Dimitrios Vikelas como su primer presidente. Dos años más tarde, Coubertin sustituyó a Vikelas como presidente.
El COI se estableció con representantes de doce países:
1. Argentina (José Benjamín Zubiaur)
2. Austria-Bohemia (Jiri Guth-Jarkovsky)
3. Bélgica (Maxime de Bousies)
4. Estados Unidos (William Sloane)
5. Francia (Ernest F. Callot y Pierre de Coubertin)
6. Grecia (Demetrius Vikelas)
7. Hungría (Ferenc Kemény)
8. Italia (Mario Luccesi Palli y Andria Carafa)
9. Nueva Zelanda (Leonard A. Cuff)
10. Reino Unido (C. Herbert Ampfhill y Charles Herbert)
11. Rusia (General Alexei de Boutowsky)
12. Suecia (General Viktor Balck).

#### Atenas 1896

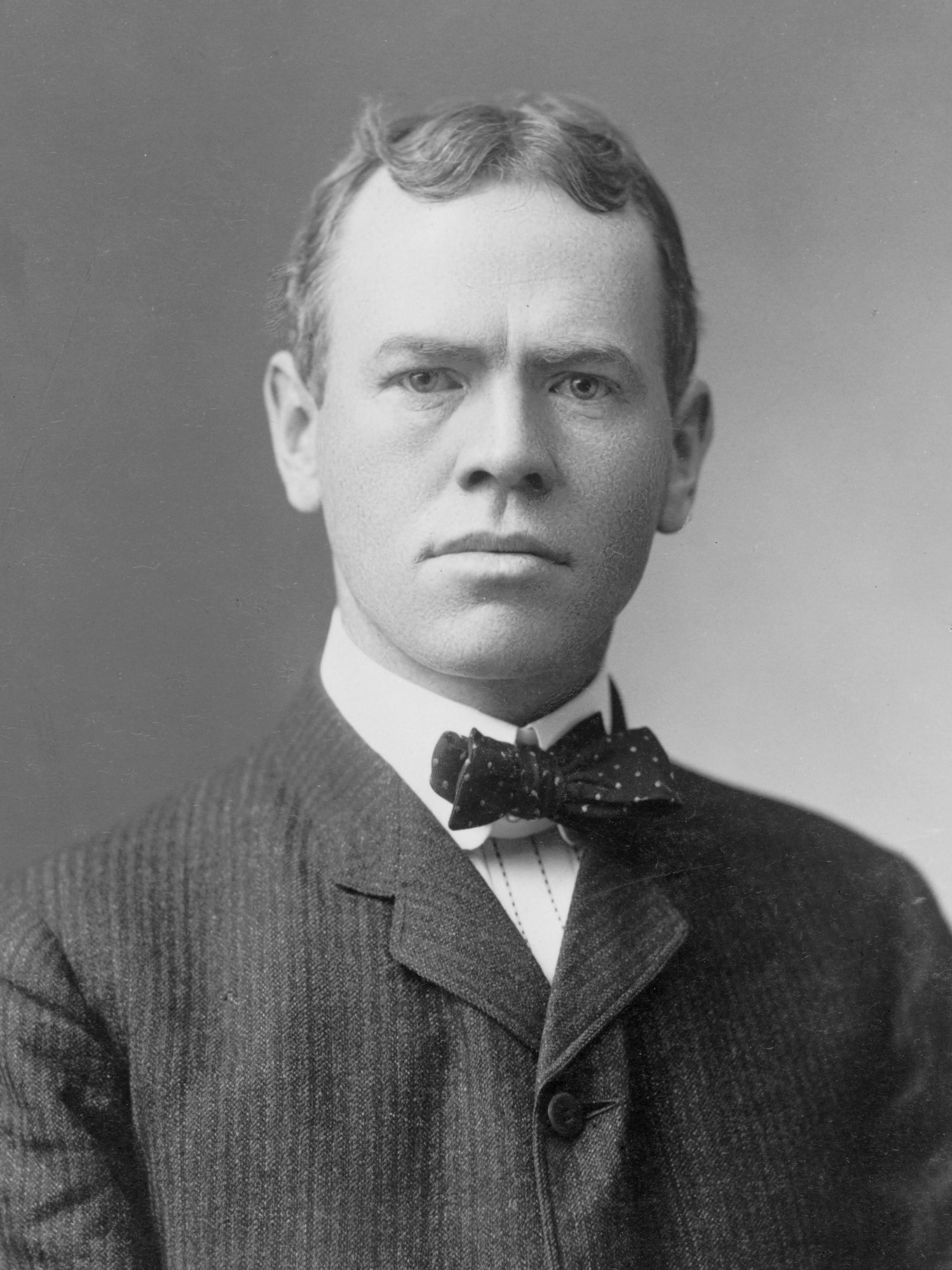
El atleta estadounidense James Connolly (triple salto y salto de altura) fue el primer campeón olímpico de la historia moderna.

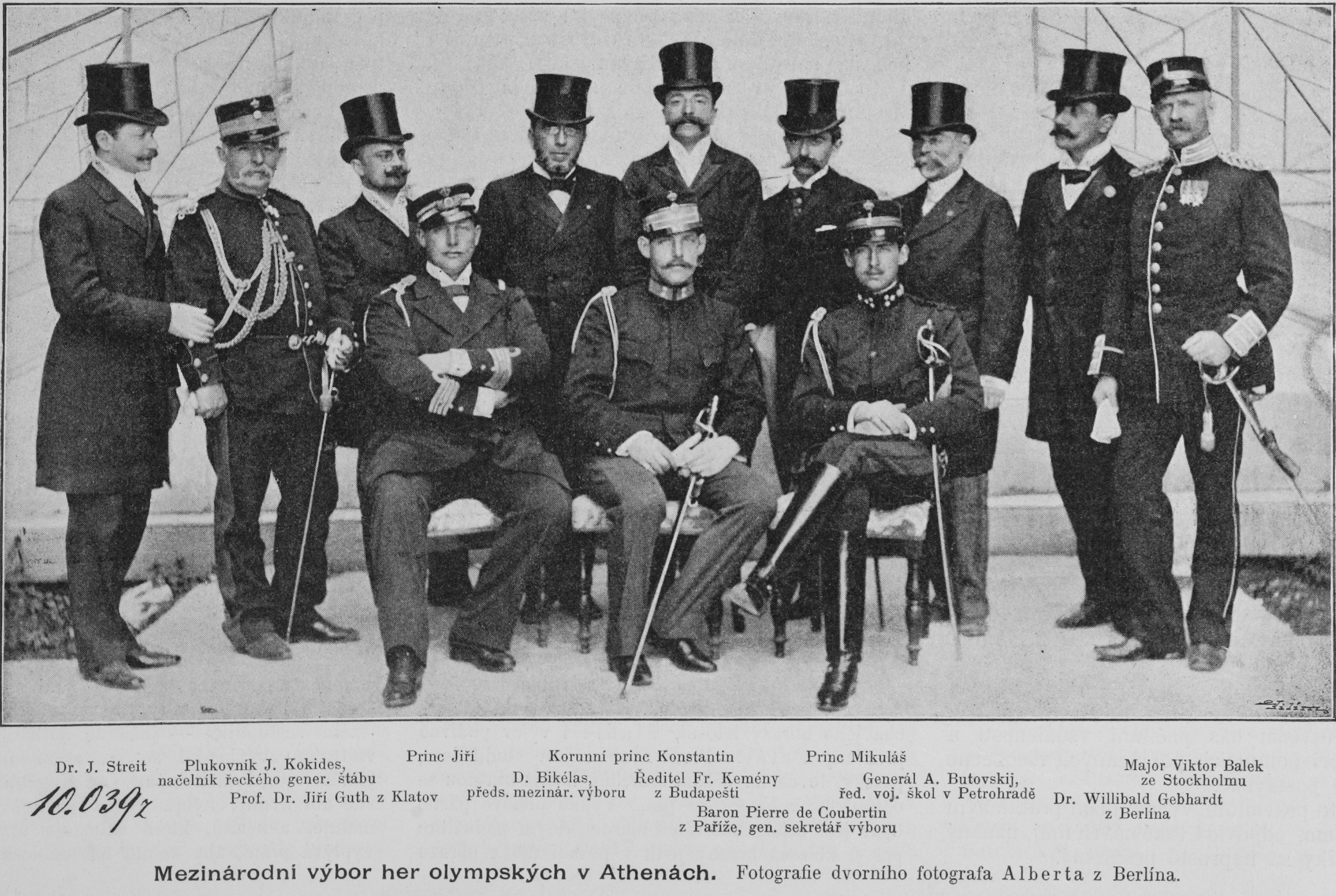
Miembros del Comité Organizador de la I Olimpiada.

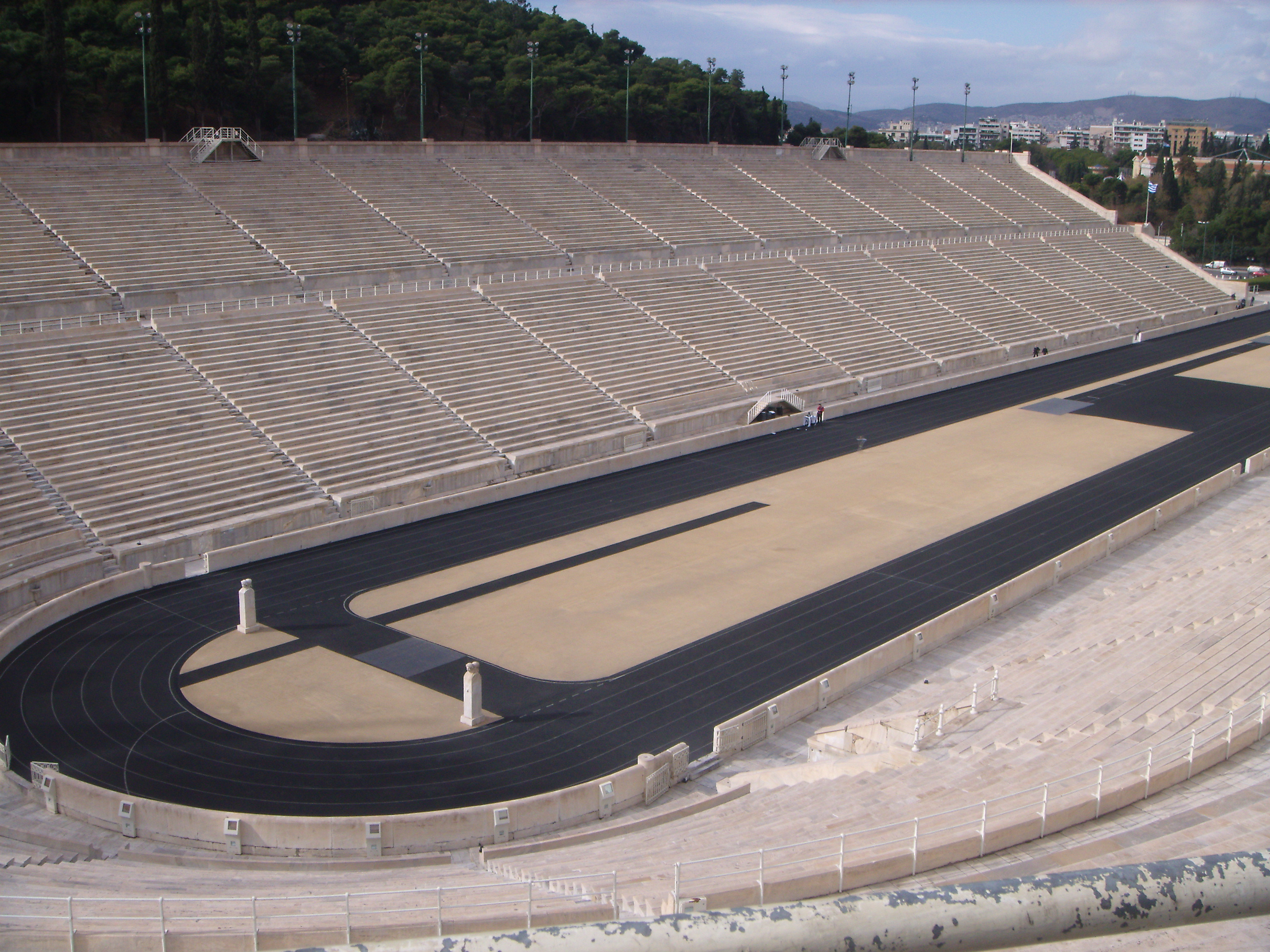
Estadio Panathinaikó, primer estadio olímpico en el que se realizó la primera Olimpiada (Atenas 1896).

Los primeros Juegos Olímpicos se celebraron bajo los auspicios del COI en el Estadio Panathinaiko en Atenas entre el 6 y el 15 de abril de 1896. Participaron 241 atletas de 14 países que compitieron en 43 eventos de nueve deportes. Zappas y su primo Konstantinos Zappas habían dejado al gobierno griego un fideicomiso para financiar futuros Juegos Olímpicos. El fideicomiso se empleó en el financiamiento de Atenas 1896. George Averoff contribuyó a la remodelación del estadio. El gobierno griego aportó fondos que esperaban recuperar con la venta de entradas y de estampillas conmemorativas.
Los funcionarios griegos y el público estaban entusiasmados con la experiencia de albergar unos Juegos Olímpicos. Este sentimiento fue compartido por muchos de los atletas, que exigieron que Atenas fuera la ciudad sede permanente del evento. Sin embargo, el COI buscó rotar a diversas ciudades del mundo la sede, de esta manera se eligió a París como ciudad sede de la segunda edición de los Juegos Olímpicos.

### Cambios y adaptaciones

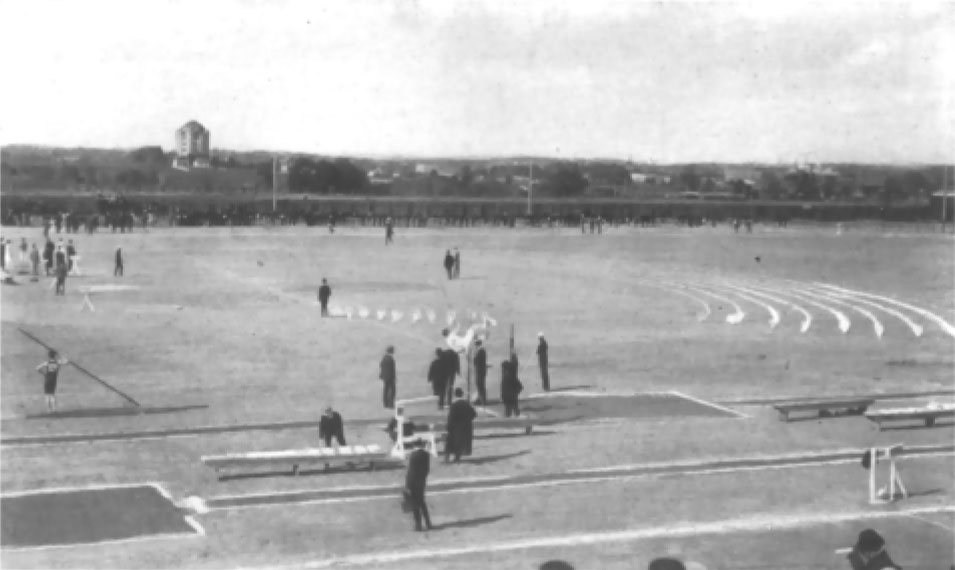
El Campo Francis de la Universidad Washington en San Luis durante los Juegos Olímpicos de 1904.

Tras el éxito de Atenas 1896, los Juegos Olímpicos entraron en un período de estancamiento que amenazó su supervivencia. Los Juegos Olímpicos celebrados de forma paralela a la Exposición universal de París en 1900 y en la Exposición Universal de San Luis en 1904 fueron atracciones secundarias. En París 1900 la mujer hizo su aparición en las olimpiadas. En San Luis 1904 participaron unos 650 atletas, pero 580 eran de Estados Unidos. El carácter homogéneo de estas celebraciones fue un punto en contra para el Movimiento Olímpico.
Los Juegos se recuperaron en 1906 cuando se celebraron los primeros y únicos Juegos Intercalados —llamados así porque fueron los segundos celebrados en la tercera Olimpiada— en Atenas. Estos no están reconocidos por el COI. Atrajeron a un amplio campo internacional de participantes y generaron un gran interés. Esto marcó el inicio y constante aumento tanto de popularidad como de tamaño de los Juegos Olímpicos.

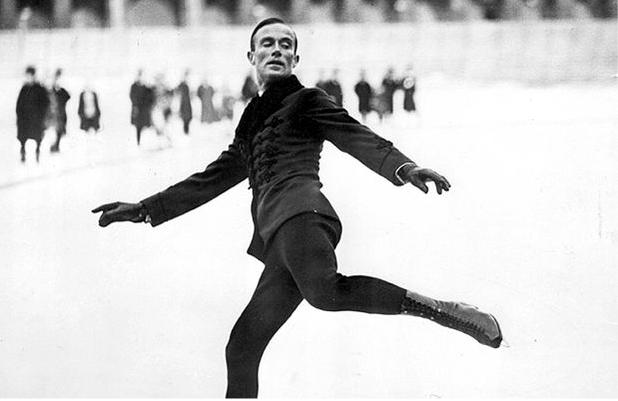
Gillis Grafström en los Juegos Olímpicos de Chamonix 1924.

#### Olimpíadas de Invierno
Los Juegos Olímpicos de Invierno fueron creados para presentar deportes invernales, los cuales eran de una logística imposible durante el Verano. Se realizaron competiciones de patinaje artístico (en 1908 y 1920) y hockey sobre hielo (en 1920) durante la edición de verano, sin embargo, el COI buscó ampliar esta lista de deportes para abarcar otras actividades invernales. En la 19.ª Sesión del Comité Olímpico Internacional de 1921, celebrada en Lausana, se decidió llevar a cabo una versión de invierno de los Juegos Olímpicos. Una semana —11 días— de juegos se celebró en 1924 en Chamonix, Francia, en el marco de los Juegos de París celebrados tres meses después, este evento serían los primeros Juegos Olímpicos de Invierno.
El COI estableció que los Juegos de Invierno se celebraran cada cuatro años en el año que su homólogo de verano. Esta tradición se mantuvo hasta los Juegos Olímpicos de Albertville 1992; tras esta edición se decidió que la edición invernal tuviera lugar dos años después de los juegos de verano. Así, en 1994, se realizaron los Juegos Olímpicos de Lillehammer, fue la primera ocasión en que unos Juegos Olímpicos fueron celebrados en un periodo menor a cuatro años.

#### Juegos Paralímpicos
En 1948, sir Ludwig Guttmann declaró estar resuelto a promover la rehabilitación de los soldados tras la Segunda Guerra Mundial y organizó un evento deportivo entre varios hospitales, coincidiendo con los Juegos Olímpicos de Londres 1948. El evento de Guttmann fue conocido como los Juegos de Stoke Mandeville, los cuales se convirtieron en un festival deportivo anual. Durante los siguientes doce años, Guttmann y otros continuaron sus esfuerzos por utilizar el deporte como una vía para la curación. Para los Juegos Olímpicos de Roma 1960, Guttmann reunió 400 atletas para competir en la "Olimpiada paralela", convirtiéndose en los primeros Juegos Paralímpicos. Desde entonces, los Juegos Paralímpicos se celebran cada año olímpico. Desde los Juegos Olímpicos de Seúl 1988, la ciudad sede de los Juegos Olímpicos también es sede de los Juegos Paralímpicos.
En 2001, el Comité Olímpico Internacional (COI) y el Comité Paralímpico Internacional (CPI) firmaron un acuerdo en el cual se garantizaba que las ciudades anfitrionas se comprometían a administrar tanto los Juegos Olímpicos como los Paralímpicos. El acuerdo entró en vigor en 2008 (verano) en los Juegos Olímpicos de Pekín y en 2010 (invierno) en los Juegos Olímpicos de Vancouver. El presidente del Comité Organizador de los Juegos Olímpicos y Paralímpicos de Londres 2012, Sebastian Coe, habló sobre los Juegos Paralímpicos de 2012:

Queremos cambiar las actitudes del público hacia la discapacidad, celebrar la excelencia del deporte paralímpico y consagrar el principio de que los dos Juegos forman parte de un todo.
Sebastian Coe

#### Juegos de la Juventud

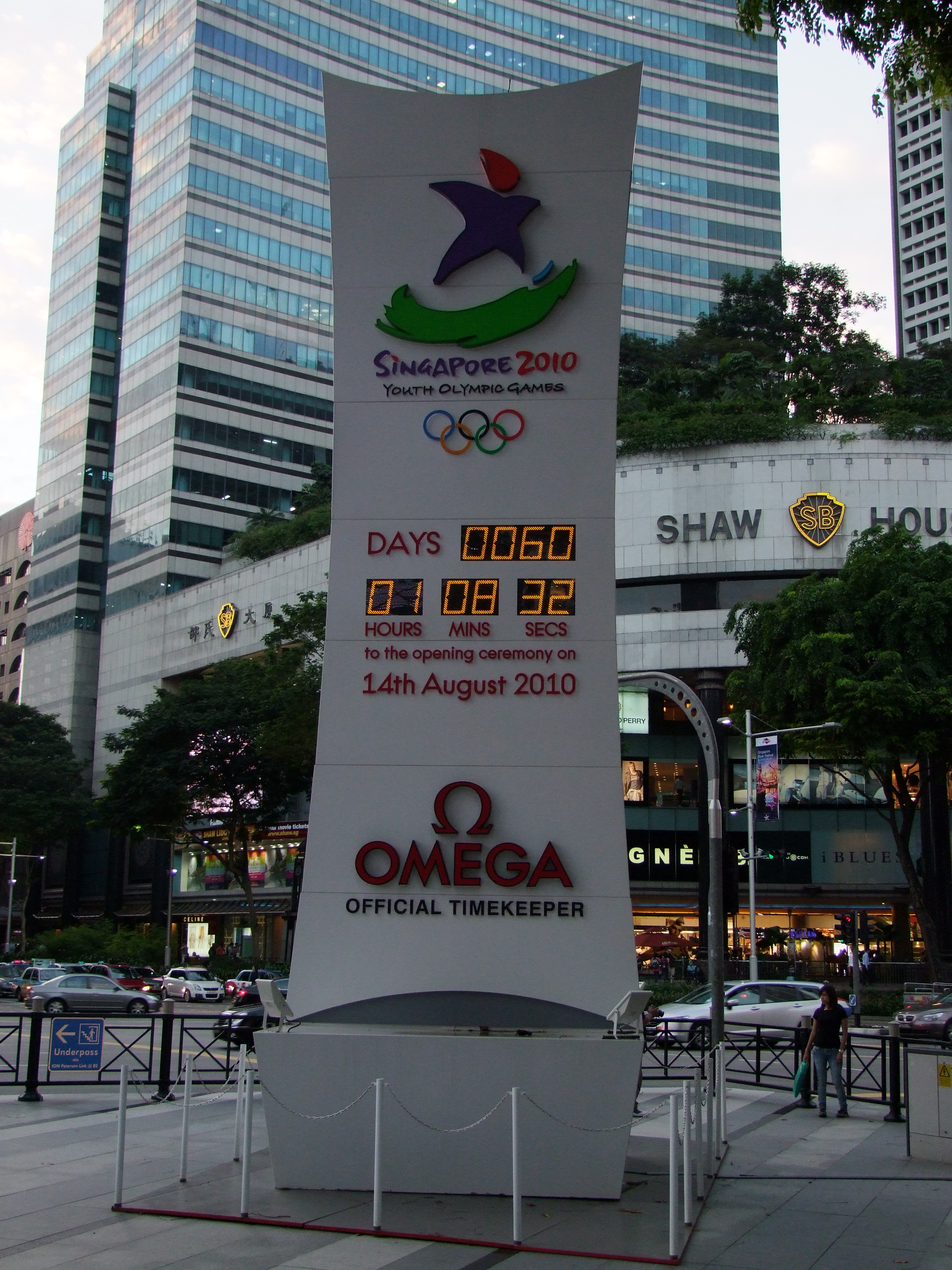
Un reloj de cuenta regresiva muestra 60 días restantes para los primeros
Juegos Olímpicos de la Juventud que fueron celebrados en Singapur en 2010.

Los Juegos Olímpicos de la Juventud se celebran cada cuatro años y en ellos participan atletas de entre 14 y 18 años. Fueron concebidos por Jacques Rogge en 2001 y aprobados en la 119.ª Sesión del Comité Olímpico Internacional.
Los primeros Juegos Olímpicos de la Juventud de Verano se celebraron en Singapur del 14 al 26 de agosto de 2010, mientras que los primeros Juegos Olímpicos de la Juventud de Invierno tuvieron lugar en Innsbruck, dos años más tarde. Estos juegos son más cortos que los sénior, la versión de verano tiene una duración de doce días; la de invierno, nueve.
Cerca de 3500 atletas y 875 oficiales participaron en la edición de verano, mientras que 970 atletas y 580 oficiales hicieron lo propio en la edición de invierno. Los deportes disputados coinciden con los previstos para los Juegos sénior, sin embargo, hay variaciones en las disciplinas y pruebas.

### Juegos recientes
En 1896, 241 atletas en representación de 14 naciones participaron en los Juegos de la I Olimpiada disputando 43 pruebas de 9 deportes; mientras que cerca de 10 500 competidores de 206 delegaciones participaron en los Juegos de la XXXIII Olimpiada en 2024 compitiendo en 329 pruebas de 32 deportes. El alcance y la escala de los Juegos Olímpicos de Invierno es menor (Pekín acogió 2834 atletas de 91 naciones que compitieron en 109 eventos durante los Juegos Olímpicos de Invierno de 2022). La mayoría de los atletas y oficiales se alojan en la Villa Olímpica, destinada a ser un alojamiento independiente para todos los participantes, cuenta con cafeterías, clínicas y lugares para la expresión religiosa.

### Impacto económico y social en los países y ciudades sedes
Diversos economistas se muestran escépticos sobre los beneficios económicos de la organización de los Juegos Olímpicos, hacen hincapié en que tales "mega eventos" a menudo tienen grandes costos mientras producen pocos beneficios tangibles a largo plazo. Sin embargo, los Juegos Olímpicos parecen aumentar las exportaciones del país sede, ya que, como tal —o solo como candidato—, envía una señal de apertura comercial.
Las investigaciones sugieren que la celebración de unos Juegos Olímpicos de Verano tiene un fuerte efecto positivo sobre las contribuciones filantrópicas de las empresas con sede en la ciudad anfitriona, que parece beneficiar al sector filantrópico local. Este efecto positivo se inicia en los años previos a la celebración y puede persistir durante varios años después, aunque no permanentes. Este hallazgo sugiere que albergar los Juegos Olímpicos podría crear oportunidades para las ciudades de influir en las corporaciones locales en formas que beneficien al sector filantrópico local y a la sociedad civil.
Los Juegos también han tenido importantes efectos negativos en las ciudades sede, por ejemplo, el Centro por el Derecho a la Vivienda y contra los Desalojos informa que los Juegos Olímpicos han desplazados más de dos millones de personas en más de dos décadas, a menudo afectando de forma desproporcionada a los grupos desfavorecidos.

## Comité Olímpico Internacional

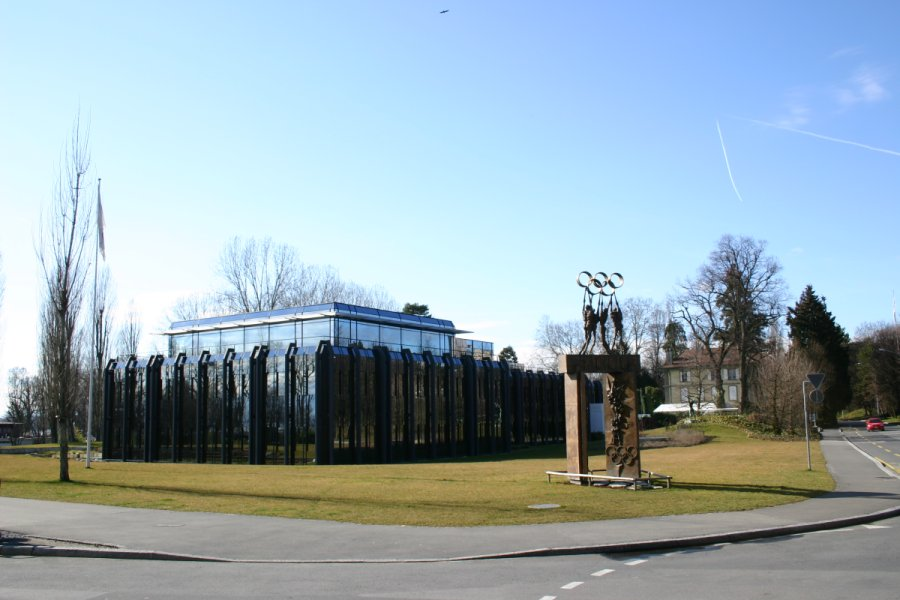
Sede del COI en Lausana, Suiza.

El Movimiento Olímpico abarca un gran número de organizaciones nacionales e internacionales, federaciones deportivas, medios de comunicación, así como atletas, funcionarios, jueces y cualquier otra persona e institución que esté de acuerdo en cumplir las normas de la Carta Olímpica.
La organización paraguas del Movimiento Olímpico, el Comité Olímpico Internacional, es responsable de elegir la ciudad sede de cada edición de Juegos Olímpicos, la supervisión de la planificación de los mismos, así como la actualización y aprobación del programa deportivo y la negociación de los derechos de patrocinio y radiodifusión.
El Movimiento Olímpico se compone de tres elementos:
- Federaciones internacionales (FI): son los órganos reguladores a nivel internacional de un deporte. Por ejemplo, la Federación Internacional de Fútbol Asociado (FIFA) es la FI del fútbol. Hay 40 federaciones en el Movimiento Olímpico, en representación de cada uno de los deportes olímpicos. Además de 36 con reconocimiento parcial, pues no integran el programa olímpico oficial; y cinco federaciones provisionales cuyos deportes están a prueba la justa veraniega.[85]
- Comités olímpicos nacionales (CON): representan y regulan el Movimiento Olímpico dentro de cada país. Por ejemplo, el Comité Olímpico de Suecia es el CON de Suecia. Hay 206 comités olímpicos nacionales reconocidos por el COI. Estos se agrupan de forma regional en las Asociaciones de Comités Olímpicos Nacionales, una por cada uno de los continentes habitados y con el auspicio de la ACNO.[86]
- Comités Organizadores de los Juegos Olímpicos: son comisiones temporales encargadas de la organización de cada uno de los Juegos Olímpicos. Estos comités se disuelven después de cada edición una vez que el informe final es entregado al COI.[87]

El francés y el inglés son los idiomas oficiales del Movimiento Olímpico. El idioma utilizado en cada edición de los Juegos es el idioma del país sede —idiomas, si el país tiene más de un idioma oficial—. Cada proclamación se realiza en esos tres —o más— idiomas, o en los dos principales si el país sede tiene por idioma oficial el inglés o el francés.

### Comités olímpicos nacionales
El COI permite la formación de comités olímpicos nacionales que representan a cada país, sin verse obligadas a cumplir con estrictos requisitos relacionados con la soberanía política como lo demandan otras organizaciones internacionales. Como resultado, a colonias y dependencias se les permite competir en los Juegos Olímpicos. Ejemplos de esto incluyen territorios como Puerto Rico, Bermudas, Aruba, las Islas Caimán, las Islas Cook, las Islas Vírgenes Británicas, las Islas Vírgenes de los Estados Unidos, Samoa Americana, Hong Kong y Guam, los cuales compiten como naciones independientes a pesar de ser parte de otro país. A ello se añade la condición especial que guarda la representación de China Taipéi, nombre con el que COI y China, permiten y reconocen la actuación de Taiwán.
La versión actual de la Carta Olímpica permite la creación de nuevos Comités Olímpicos Nacionales que representen a naciones que califican como un «Estado independiente reconocido por la comunidad internacional». Por lo tanto, el COI no permite la formación de Comités Nacionales de Sint Maarten y Curazao a pesar de haber ganado el mismo estatuto constitucional que Aruba en 2010, aunque el COI ha reconocido al Comité Olímpico de Aruba desde 1986.

### Críticas

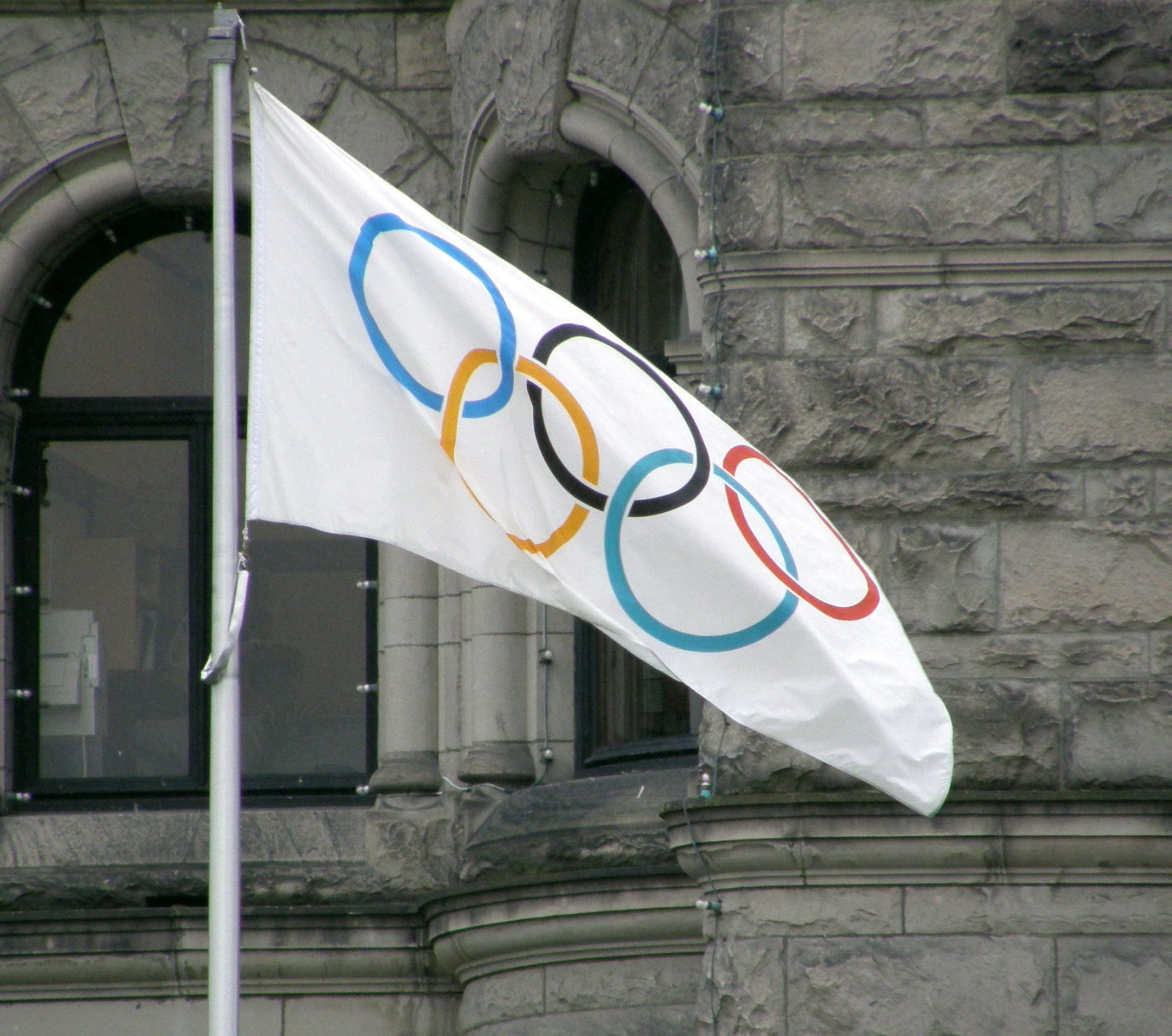
Bandera olímpica.

El COI ha sido a menudo criticado por ser una organización cerrada, con varios miembros vitalicios, y sin representación de todas las naciones integrantes. Las presidencias de Avery Brundage y Juan Antonio Samaranch fueron muy controvertidas. Brundage fue presidente durante más de dos décadas y durante su gestión protegió a los Juegos Olímpicos de la participación política y la influencia de la publicidad. Se le acusó de racismo, por su forma de manejar la cuestión del apartheid con la delegación de Sudáfrica, y de antisemitismo.
Bajo la presidencia de Samaranch, el COI fue acusado de nepotismo y corrupción. Las relaciones de Samaranch con el régimen franquista de España fueron una fuente de críticas.
En 1998 se descubrió que miembros del COI habían aceptado sobornos del Comité de la Candidatura de Salt Lake City para celebrar allí de los Juegos Olímpicos de Invierno de 2002. El COI realizó una investigación que llevó a la renuncia de cuatro miembros y la expulsión de otros seis. El escándalo impulsó reformas que cambiaron la forma de elegir las sedes, para evitar casos similares.
Un documental de la BBC titulado Panorama: La compra de los Juegos, emitido en agosto de 2004, contenía una investigación sobre la aceptación de sobornos durante el proceso de elección de la ciudad sede de los Juegos Olímpicos de 2012. El documental establecía que era posible sobornar a los miembros del COI para que estos votaran por una ciudad candidata en particular. Después de ser derrotado por poco en su candidatura, el alcalde de París Bertrand Delanoë acusó al primer ministro británico, Tony Blair, y al Comité de la Candidatura de Londres —encabezado por Sebastian Coe— de romper las reglas. Citó al presidente francés, Jacques Chirac, como testigo. Sin embargo, Chirac fue precavido en sus respuestas.
En julio de 2012, la Liga Antidifamación calificó la persistente negativa del COI de realizar un minuto de silencio en las ceremonias de apertura en honor a los once atletas israelíes asesinados por terroristas palestinos en Múnich 1972 como «una terca y cruel insensibilidad a la memoria de los atletas israelíes asesinados».

## Comercialización
El COI se resistió a permitir financiamiento de patrocinadores corporativos. No fue sino hasta el retiro de Avery Brundage en 1972 cuando el COI empezó a explorar el potencial del medio televisivo y los mercados lucrativos de publicidad disponibles para ellos. Bajo la presidencia de Juan Antonio Samaranch, los Juegos comenzaron a buscar patrocinadores internacionales que trataron de vincular sus productos con la marca olímpica. Siendo el punto de inflexión la organización de los Juegos Olímpicos de Los Ángeles 1984.

### Presupuesto
Durante la primera mitad del siglo XX, el COI contó con un pequeño presupuesto. Como presidente del COI de 1952 a 1972, Avery Brundage rechazó todos los intentos de vincular las olimpiadas con el interés comercial. Brundage creía que la presión de los intereses corporativos afectaría la toma de decisiones del COI. La resistencia de Brundage a este flujo de ingresos provocó que el COI dejara a los comités organizadores negociar sus contratos de patrocinio y empleo de los símbolos olímpicos. Cuando Brundage se retiró, el COI contaba con dos millones de dólares en activos; ocho años después, el COI contaba con 45 millones. Esto se debió a un cambio en la ideología hacia la expansión de los Juegos a través del patrocinio corporativo y la venta de derechos televisivos. Cuando Juan Antonio Samaranch fue elegido presidente del COI en 1980, expresó su deseo de hacer que el COI fuera independiente en lo financiero.
En Los Ángeles 1984, gracias a la venta de derechos exclusivos de patrocinio, difusión y mercadeo, el comité organizador generó un superávit presupuestario. Más tarde, el COI buscó controlar estos derechos de patrocinio. Por esta razón, en 1985 estableció el Programa Olímpico (TOP por sus siglas en inglés). Los miembros de este programa reciben derechos exclusivos de publicidad y uso del símbolo olímpico —los anillos olímpicos— en sus publicaciones y anuncios. El costo de incorporarse a él es de unos 50 millones de dólares por una olimpiada —cuatro años—.

### Televisión

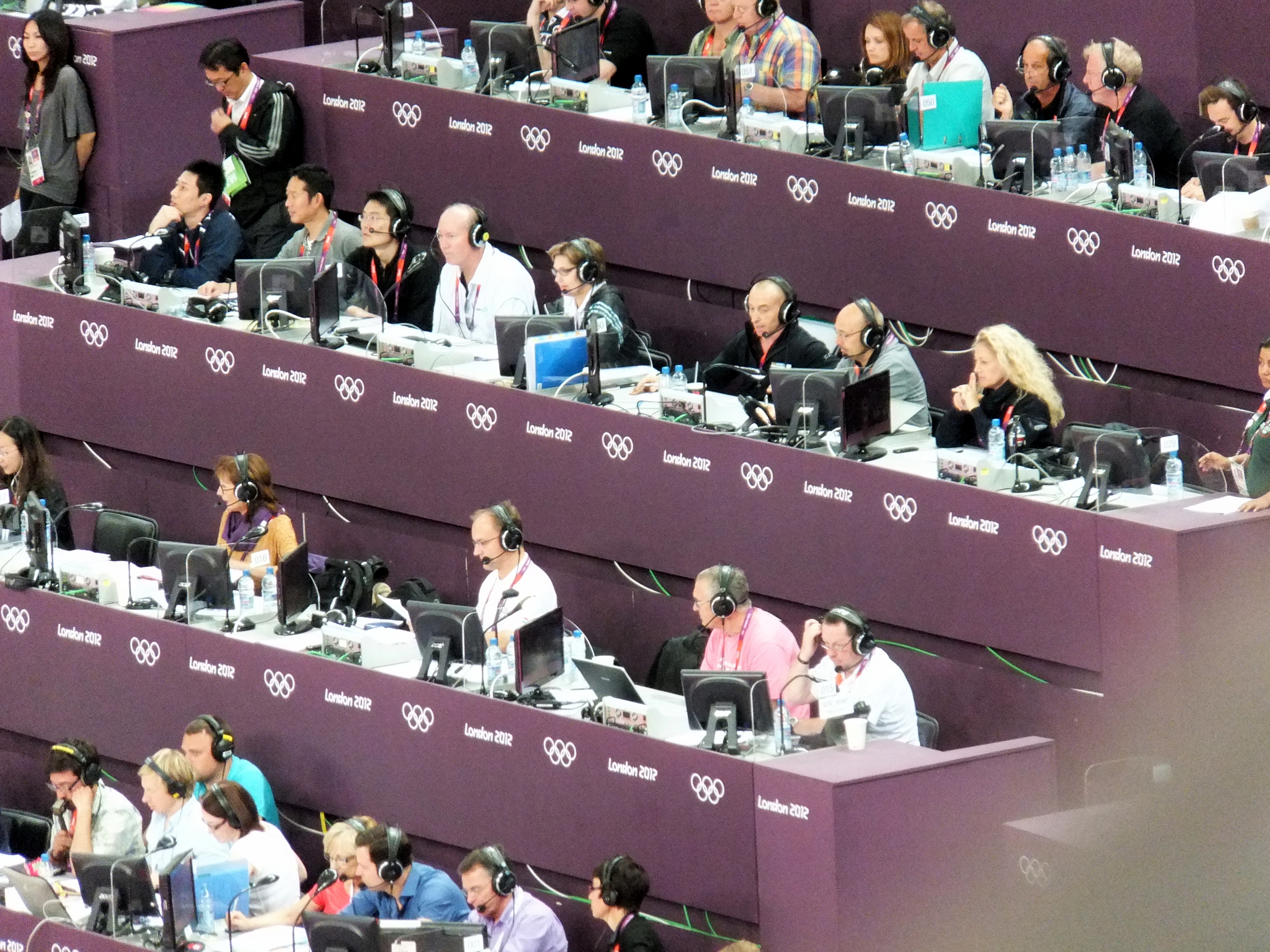
La prensa mundial en los Juegos Olímpicos de Londres 2012.

Los Juegos Olímpicos de Berlín 1936 fueron los primeros Juegos transmitidos por televisión, aunque solo a un público local. Los Juegos Olímpicos de Invierno de 1956 fueron los primeros con transmisión internacional. Los siguientes Juegos de Invierno ya contaban con derechos de transmisión vendidos por primera vez a redes de difusión televisiva. CBS pagó 394 000 dólares para los derechos estadounidenses mientras que la Unión Europea de Radiodifusión (UER) pagó 660 000 dólares.
En las décadas siguientes los Juegos Olímpicos se convirtieron en uno de los frentes ideológicos de la Guerra Fría. Las superpotencias competían por la supremacía política y el COI quería aprovechar este creciente interés por medio de la transmisión de los Juegos. La venta de derechos de transmisión permitió al COI aumentar la exposición de las olimpiadas, lo que generó más interés. Este ciclo permitió al Comité cobrar cada vez más por esos derechos televisivos. Por ejemplo, la CBS pagó 375 millones de dólares por los derechos de transmisión de los Juegos Olímpicos de Nagano 1998, mientras que la NBC gastó 3500 millones de dólares por los derechos de transmisión de todos los Juegos Olímpicos del periodo 2000-2012.
La audiencia incrementó de manera exponencial desde la década de 1960 hasta finales de siglo. Esto se debió al empleo de satélites para la difusión de televisión en vivo al mundo en Tokio 1964 y la introducción de la televisión a color en México 1968. Las estimaciones globales de audiencia de México 1968 fue de 600 millones, mientras que, en Los Ángeles 1984, la audiencia aumentó a 900 millones, para Barcelona 1992, la audiencia fue de 3500 millones de personas.
Sin embargo, en Sídney 2000, NBC obtuvo la cuota de pantalla más baja para cualquier edición de los Juegos Olímpicos desde 1968.

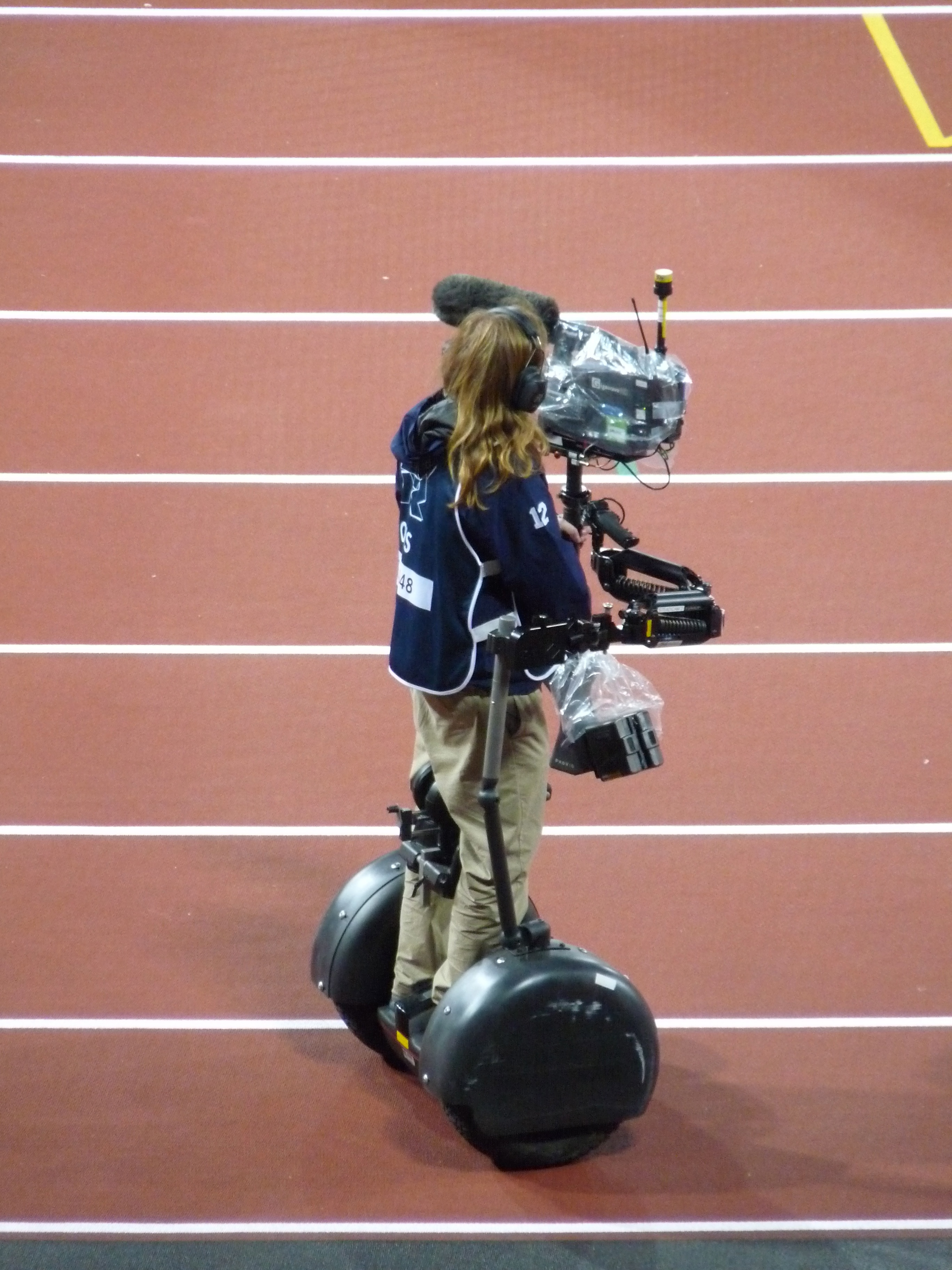
Camarógrafa de la OBS durante las competiciones de atletismo en Londres 2012.

Esto se atribuyó a dos factores: por un lado, el aumento de la competencia de los canales de cable y por otro lado, el internet, medio capaz de mostrar resultados y videos en tiempo real. Las empresas de televisión seguían confiando en el contenido diferido, que se estaba volviendo una tecnología obsoleta en la era de la información. Una caída en las cuotas de pantalla de los estudios televisivos significó regalar tiempo de publicidad. Con estos altos costos cobrados por transmitir los Juegos, la presión añadida de la internet y la creciente competencia de cable, las televisiones demandaron al COI concesiones para buscar aumentar la audiencia. El COI respondió implementando una serie de cambios en el programa olímpico. En la edición de verano, la competición de gimnasia se amplió de siete a nueve días y se agregó una Gala de Campeones buscando obtener un mayor interés del público. El COI también amplió los programas de natación y clavados, ambos deportes populares con una amplia cantidad de televidentes.
En mayo de 2001, el Comité creó los Olympic Broadcasting Services (OBS), establecidos para asegurar los altos estándares de emisión en los sucesivos Juegos Olímpicos. La OBS es el organismo de difusión olímpica y principal responsable de proveer imágenes de los Juegos a todas las organizaciones de radiodifusión que hayan comprado los derechos de televisión para los Juegos.
Las labores de la OBS son:
- Producir las señales internacionales de radio y televisión.
- Diseñar, construir, instalar, operar y desmantelar el Centro Internacional de Radiodifusión.
- Diseñar, construir, instalar, operar y retirar todas las instalaciones y equipos en las sedes de competición.
- Coordinar y proporcionar diversas instalaciones y servicios a las emisoras que cuenten con los derechos de radiodifusión.
- Representar las necesidades de esas emisoras al Comité Organizador en relación con las instalaciones y servicios.
- Asistir al Comité Organizador en el diseño y construcción de infraestructura necesaria para dar cabida a las necesidades de la OBS y las diversas emisoras.

En 2003, el COI decide que la concesión en Europa se haga una puja por los derechos televisivos, dejando de tener uso la asignación directa a la UER (quien los llevaba poseyendo desde Roma 1960) y sus cadenas, aunque mantiene los juegos de Vancouver y Londres a cambio de 614 millones de euros. A partir de los derechos de Sochi 2014 los acuerdos en Europa pasan a hacerse con independencia de cada país y no hay acuerdos para todo el continente debido a que el EBU rechazó ofertar. En 2015 vendió los derechos de los Juegos Olímpicos de 2018 hasta 2024 a Discovery Communications por 1300 millones de euros.

### Controversias
La venta de la marca olímpica ha sido motivo de controversia. El argumento es que los Juegos se han convertido en algo indistinguible de cualquier otro espectáculo deportivo comercializado. Durante Atlanta 1996 y Sídney 2000, las ciudades estaban inundadas de empresas y comerciantes que trataban de vender mercancías relacionadas con las olimpiadas. El COI indicó que trataría de arreglar esta situación para evitar la sobre-comercialización de las ediciones futuras. Otra crítica sobre los Juegos es que son financiados por los países y ciudades anfitrionas, por lo cual el COI no incurre en los costos, sin embargo, controla todos los derechos y beneficios de los símbolos olímpicos. El COI también tiene un porcentaje de todos los ingresos de patrocinio y difusión. Las ciudades candidatas compiten mucho por organizar los Juegos, aunque no hay certeza de que las ciudades vayan a recuperar esa inversión. Sin embargo, hay investigaciones que han demostrado que el comercio es un 30 % mayor en países que han albergado unos Juegos Olímpicos.

## Costo
El costo de los Juegos Olímpicos (verano e invierno) ha sido estudiado por los académicos Flyvbjerg Bent y Stewart Allison, de la Universidad de Oxford. Descubrieron que en los últimos 50 años, los Juegos más costosos han sido: Londres 2012 (14 800 millones), Barcelona 1992 (11 400 millones) y Montreal 1976 (6000 millones). Pekín 2008 puede clasificar entre los tres Juegos más costosos, sin embargo, las autoridades chinas no han dado a conocer sus datos. 
Estos costos solo incluyen los relacionados con el deporte y la seguridad; no incluyen otros gastos públicos, como la construcción y mantenimiento de carreteras, ferrocarriles, aeropuertos, infraestructura, además de los costos privados, como mejoras en hoteles u otras inversiones empresariales generadas a partir de la preparación de los Juegos, que son sustanciales, pero que varían mucho de una ciudad a otra y son difíciles de comparar.
Flyvbjerg y Stewart además descubrieron que el sobrecosto es un problema persistente en los Juegos Olímpicos:
- Los Juegos Olímpicos sobrepasan el presupuesto con una regularidad del 100 %, son el único megaproyecto así de predecible.
- Los sobrecostos en los Juegos han sido muy mayores que en otro tipo de megaproyectos.
- Los mayores sobrecostos se han realizado durante Montreal 1976 (796 %), Barcelona 1992 (417 %) y Lake Placid 1980 (321 %).
- Los datos muestran que para una ciudad y país tomar la decisión de albergar unos Juegos Olímpicos es tomar uno de los riesgos económicos más grandes. Por ejemplo, el sobrecosto y la deuda de Atenas 2004 se agravó por la crisis económica de Grecia en el periodo de 2008 a 2013. A Montreal le tomó 30 años pagar la deuda de los Juegos de 1976.[128][129]

Por último, Flyvbjerg y Stewart encontraron que en la última década, el sobrecoste en los Juegos ha descendido a niveles más regulares de este tipo de megaproyectos. Para el período de 2000 a 2010 el sobrecosto promedio fue de 47 %, mientras que antes el rebasamiento promedio fue de hasta 258 %. Sin embargo, Londres 2012 ha invertido esta tendencia, con un sobrecoste del 101 %. Flyvbjerg y Stewart concluyen en que el reto para los planificadores y administradores de los Juegos será lograr mantener los costos bajo control y de ser posible reducirlos.

## Símbolos

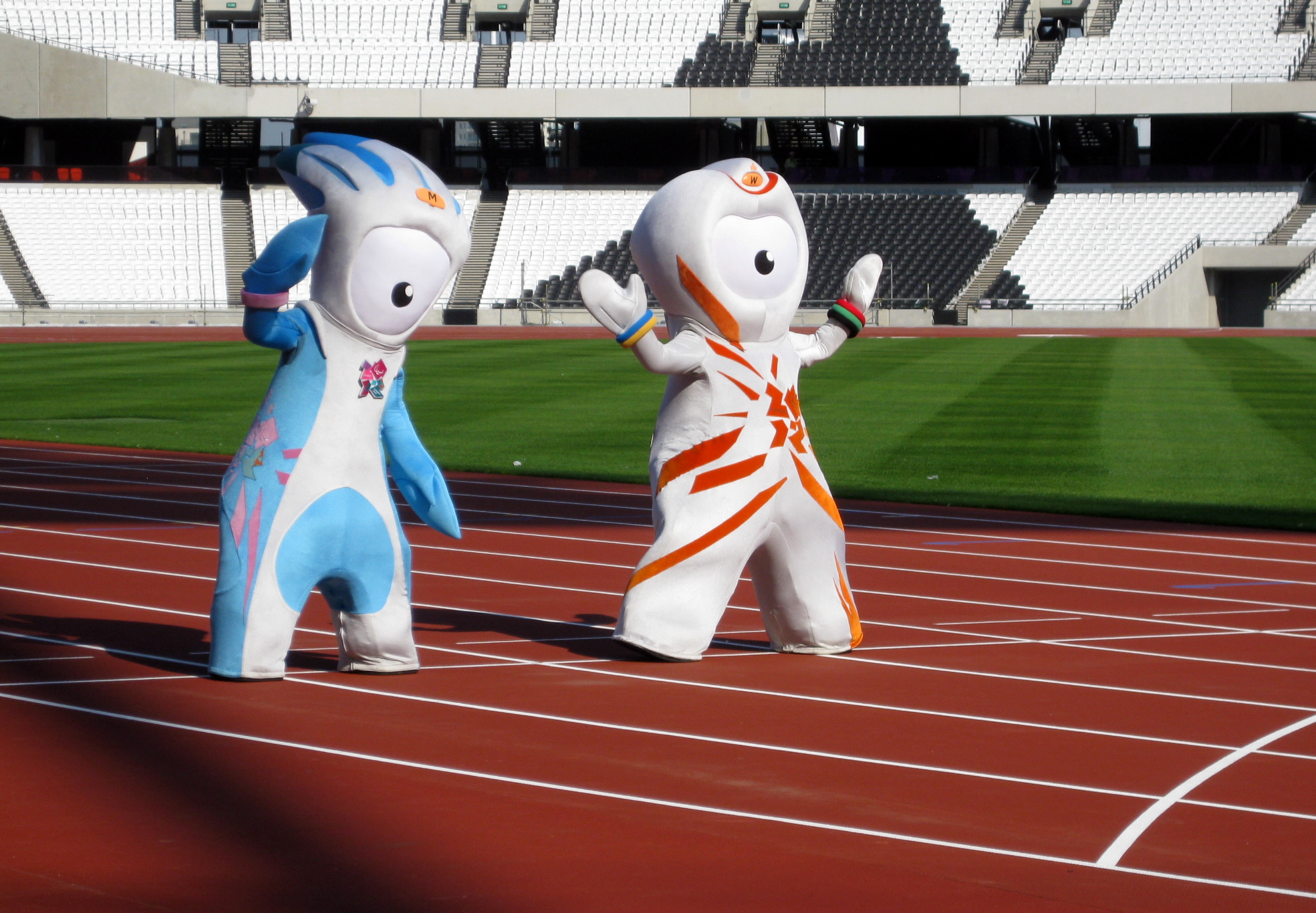
Wenlock y Mandeville, mascotas de Londres 2012.

El Movimiento Olímpico emplea diversos símbolos para representar los ideales consagrados en la Carta Olímpica. El símbolo más conocido son los anillos olímpicos: cinco entrelazados que representan la unión de los cinco continentes habitados —África, América, Asia, Europa y Oceanía—. La versión a color de los anillos los representa en azul, amarillo, negro, verde y rojo sobre un fondo blanco, que forma la bandera olímpica. Estos colores fueron elegidos porque cada nación tiene al menos uno de ellos en su bandera. Fue adoptada en 1914, pero se izó por primera vez en los Juegos Olímpicos de Amberes 1920. Desde entonces, ha sido izada en cada celebración de los Juegos.
El lema olímpico es Citius altius fortius, locución latina que significa «más rápido, más alto, más fuerte». Este fue tomado por parte de Coubertin de la inscripción que hizo en la bandera del club deportivo escolar de Arcueil. Los ideales de Coubertin se expresan en la siguiente frase:

The most important thing in the Olympic Games is not to win but to take part, just as the most important thing in life is not the triumph but the struggle. The essential thing is not to have conquered but to have fought well.
Lo más importante en los Juegos Olímpicos no es ganar sino participar, al igual que la cosa más importante en la vida no es el triunfo sino la lucha. Lo esencial no es haber vencido sino haber luchado bien.
Pierre de Coubertin

Meses antes de cada edición de los Juegos, la llama olímpica se enciende en Olimpia, en una ceremonia que refleja los antiguos ritos griegos. Una artista femenina, como sacerdotisa, enciende una antorcha, la coloca dentro de un espejo parabólico que concentra los rayos del sol, entonces se enciende la primera antorcha, inicia un recorrido de la antorcha olímpica que finalizará en la ceremonia de apertura (encendido del pebetero) de esa edición de los Juegos. Aunque el fuego ha sido un símbolo olímpico desde 1928, el recorrido de la antorcha se introdujo en los Juegos Olímpicos de Berlín 1936, como parte de una tentativa del gobierno alemán para promover su ideología nacionalsocialista.
La mascota olímpica, un animal o una figura humana que representa el patrimonio cultural del país anfitrión, fue introducido en 1968; la primera mascota como tal fue Waldi, un perro salchicha, en Múnich 1972. La mascota olímpica ha jugado un papel importante en la promoción de la identidad de los Juegos desde Moscú 1980, cuando el oso ruso Misha alcanzó fama internacional. Las mascotas de Londres 2012, Wenlock y Mandeville, surgen «de las gotas de acero que formaron el Estadio Olímpico».

## Ceremonias

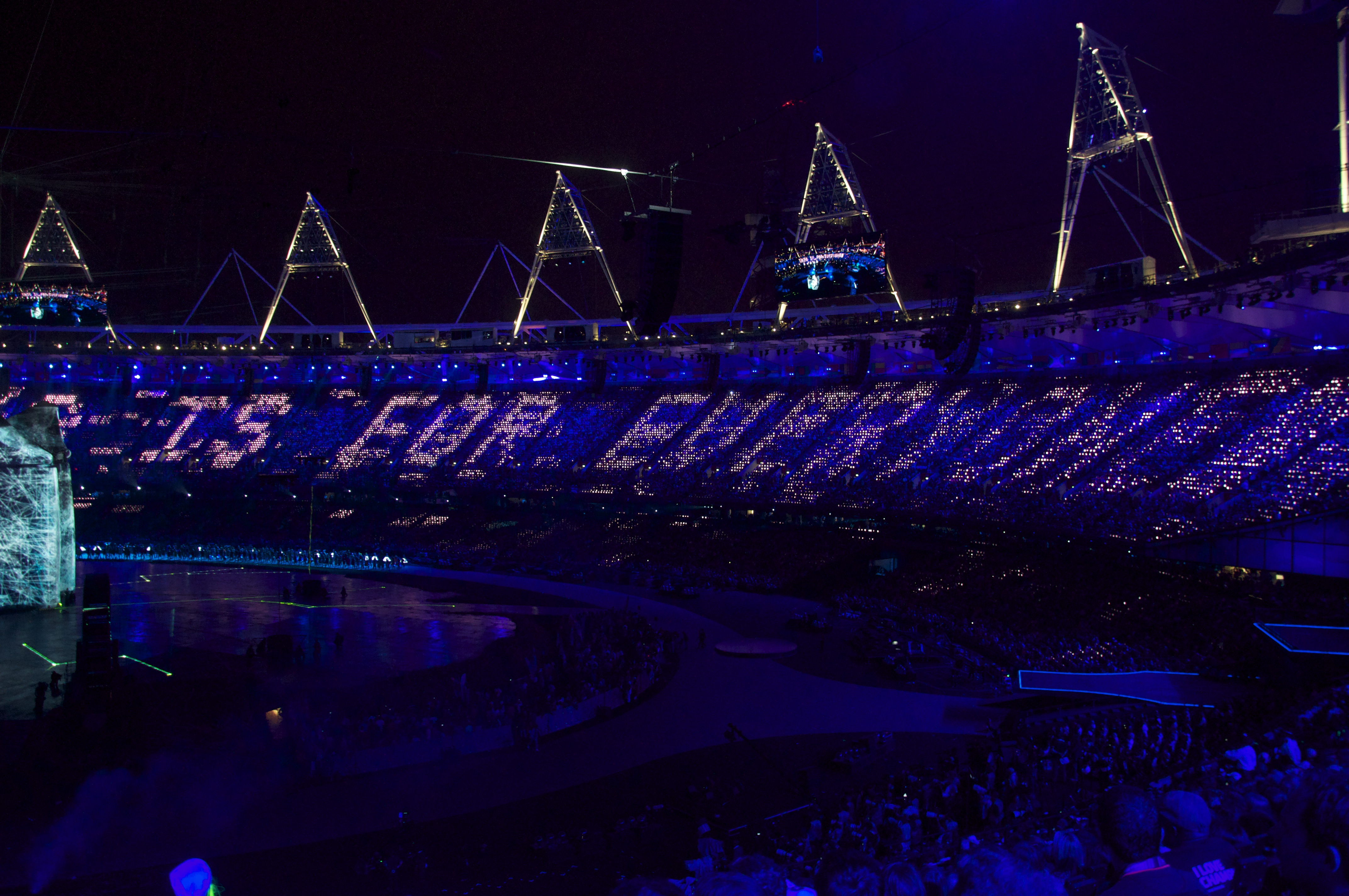
Ceremonia de apertura de los Juegos Olímpicos de Londres 2012.

### Apertura
Según lo dispuesto en la Carta Olímpica, varios elementos conforman la ceremonia de apertura de los Juegos Olímpicos. La mayor parte de estos elementos se establecieron en los Juegos Olímpicos de Amberes 1920.
La ceremonia suele comenzar con representaciones artísticas que dan lugar al conteo regresivo para el inicio formal del evento. Se recibe al jefe de Estado anfitrión y al presidente del Comité Olímpico Internacional, quienes antes de tomar su lugar central en el palco de honor, dan paso al izamiento de la bandera del país donde se realizan los Juegos, así como la interpretación del himno nacional.
Se presentan manifestaciones de música, canto, danza, teatro, etc., de la cultura de ese país. Las presentaciones artísticas han crecido en tamaño y complejidad a medida que las sedes han buscado ofrecer una ceremonia que perdure más que la de su predecesor. La ceremonia de apertura de Pekín 2008 costó 100 millones de dólares, con gran parte del presupuesto gastado en el segmento artístico.
Después de la parte artística de la ceremonia, se realiza el desfile de los atletas, agrupados por país, en el Estadio Olímpico. El contingente de Grecia es el primero en entrar al estadio con el fin de honrar los orígenes de los Juegos. Enseguida, las naciones ingresan al estadio en orden alfabético, de acuerdo con el idioma hablado en la sede de esa edición, el contingente del país anfitrión es el último en entrar. En los Juegos Olímpicos de Atenas 2004, la bandera griega entró primero al estadio, sin embargo, la delegación de Grecia entró última. Los discursos dan formal apertura a los Juegos, en este orden: el presidente del comité organizador local, el presidente del COI y el jefe de Estado anfitrión, quien solo realiza la declaratoria oficial de inauguración. Un deportista y juez deportivo del país local realizan los juramentos correspondientes acompañados del estandarte olímpico (más pequeño que la bandera y usado para este juramento y el pase de estafeta entre ciudades en la clausura). Por último, la antorcha olímpica ingresa al estadio en una última serie de relevos y se enciende el pebetero olímpico. Lo habitual es que sea realizado por un deportista o personalidad local significativa.

### Clausura
La ceremonia de clausura de los Juegos Olímpicos se produce después de que todos los eventos deportivos han concluido. Los abanderados de cada país participante entran al estadio, seguidos por los atletas que entran juntos sin distinción nacional. Tres banderas se izan mientras que se reproducen sus himnos: la bandera del país sede, la de Grecia y la del país sede siguiente. El presidente del Comité Organizador y el presidente del COI realizan discursos. Por tradición, el presidente del COI declara los Juegos clausurados y llama a la «juventud del mundo a reunirse» cuatro años después en la siguiente justa. En lo que se conoce como la Ceremonia de Amberes, el alcalde de la ciudad que organizó los Juegos Olímpicos transfiere un estandarte al presidente del COI, quien luego se la entrega al alcalde de la ciudad anfitriona de la siguiente edición de las olimpiadas. Una vez que los Juegos están clausurados, la llama olímpica se apaga. A continuación, la siguiente sede introduce exhibiciones artísticas representativas de su cultura.

### Ceremonia de premiación
La ceremonia de premiación se lleva a cabo después de cada evento olímpico. Los ganadores del primer, segundo y tercer lugar se suben a un podio de tres niveles en el cual se les entregan sus medallas. Después de que las medallas se han otorgado por un miembro del COI, las banderas de los tres medallistas se izan mientras se escucha el himno nacional del ganador del oro.

## Deportes
El programa olímpico de verano consta de 36 deportes, 51 disciplinas y 339 competiciones. Por ejemplo, la lucha es un deporte olímpico que se divide en dos disciplinas: grecorromana y libre. Se divide en 14 competiciones masculinas y 4 femeninas. El programa de los Juegos Olímpicos de Verano incluye 36 deportes, mientras que los de Invierno cuenta con 15 deportes. El atletismo, la natación, la esgrima y la gimnasia artística son los únicos deportes de todas las ediciones. Por otro lado, el esquí de fondo, el patinaje artístico sobre hielo, el hockey sobre hielo, la combinada nórdica, el salto de esquí y el patinaje de velocidad sobre hielo son los deportes invernales presentes desde su creación en 1924.
El bádminton, el baloncesto y el voleibol, aparecieron por primera vez en el programa como deportes de demostración, más tarde se convirtieron en deportes plenos olímpicos. Algunos deportes de los primeros Juegos fueron retirados.
Los deportes olímpicos se rigen por federaciones internacionales reconocidas por el COI, cumpliendo las funciones de supervisores globales de esos deportes. Hay 40 federaciones representadas en el COI. Hay deportes reconocidos por el COI no incluidos en el programa. Estos deportes no se consideran olímpicos, pero pueden ser promovidos a este estatus durante una revisión del programa que se presenta en la primera sesión del COI tras una celebración de Juegos Olímpicos. Durante estas revisiones, los deportes pueden ser incluidos o excluidos del programa si esa decisión la toma una mayoría de dos tercios de los miembros del COI. Hay deportes reconocidos que nunca han estado en un programa olímpico, entre ellos el ajedrez.
Entre octubre y noviembre de 2004, el COI estableció una Comisión del Programa Olímpico, que fue la encargada de la revisión de los deportes en el programa olímpico, así como de los deportes no olímpicos reconocidos. El objetivo fue aplicar un enfoque sistemático para establecer el programa olímpico de cada edición de los Juegos. La comisión formuló siete criterios para juzgar si un deporte debía o no ser incluido en el programa olímpico. Estos criterios son: la historia y la tradición de este deporte, la universalidad, la popularidad de este deporte, la imagen, la salud de los atletas, el desarrollo de la Federación Internacional que rige el deporte y los costos de la celebración de este deporte. A partir de este estudio surgieron cinco deportes reconocidos como candidatos para su inclusión en los Juegos Olímpicos de Londres: golf, karate, rugby, patinaje y squash. Estos deportes fueron examinados por la Comisión Ejecutiva del COI y luego el tema se discutió en la Sesión General de julio de 2005, celebrada en Singapur. De los cinco deportes candidatos para inclusión solo dos fueron seleccionados como finalistas: karate y squash. Ninguno de esos deportes alcanzó la mayoría de dos tercios de los votos y por consiguiente no fueron promovidos. En octubre de 2009, el COI agregó el golf y el rugby al programa olímpico de los Juegos Olímpicos de Verano de 2016 y 2020.
La 114.ª Sesión del COI, celebrada en 2002, limitó el programa de los Juegos de Verano a un máximo de 28 deportes, 301 eventos y 10 500 atletas; Tres años más tarde, en la 117.ª Sesión del COI, la primera revisión importante del programa se llevó a cabo, lo que dio lugar a la exclusión del béisbol y el softball del programa oficial de Londres 2012, que debutaron en Tokio 2020. Como no hubo acuerdo sobre la promoción de otros dos deportes, el programa de 2012 incluyó solo 26. Río de Janeiro 2016 tuvo un total de 28 deportes, gracias a la adición del rugby y el golf la edición de Tokio 2020 aumentó hasta los 33 deportes, con debut del surf, el skateboarding (en modalidad "street" y "park"), la escalada deportiva, el kárate, el beisbol y el softbol.
En las próximas ediciones de Verano, harán su debut otros deportes o retornarán al programa otros. Para París 2024, se incluyó el breakdance, en detrimento del kárate, el béisbol y el softbol, sumando 31 deportes.
En Los Ángeles 2028, regresarán el béisbol y el softbol, junto al críquet (cuya única presencia tuvo lugar en 1900) y el lacrosse (excluido desde 1908, sin considerar su presencia como deporte de exhibición en 1928, 1932 y 1948), y debutarán el squash y el flag football. El breakdance se excluye del programa. Competirán hasta 36 deportes, el mayor número hasta la fecha. El remo sufrirá variaciones en su programa de la edición de 2028. Las disciplinas de peso ligero (hasta 59 kg en mujeres y 72,5 kg en hombres) serán retiradas, en favor del remo de mar en su modalidad beach sprint o remo esprint de playa. Por logística, la distancia reglamentaria de 2000 metros se reducirá a 1500 metros, de forma excepcional.

### Amateurismo y profesionalismo

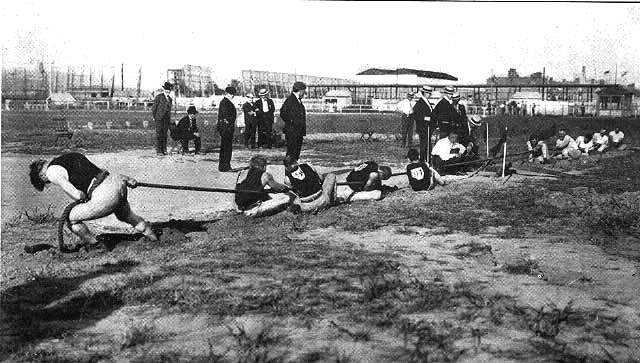
El juego de la soga fue un deporte incluido en el programa olímpico de 1900 a 1920. Amberes vio la última competencia olímpica de este deporte.

El ethos de la aristocracia, ejemplificada en la escuela pública inglesa, influenció fuerte a Pierre de Coubertin. Las escuelas públicas mantenían la creencia de que el deporte era una parte importante de la educación, una actitud resumida en la frase mens sana in corpore sano. En este ethos, un caballero se convertía en un polifacético, no en el mejor de algo específico. Hubo un concepto en el cual entrenar se consideró equivalente a hacer trampa. A aquellos que practicaban de forma profesional se les consideraba con una ventaja injusta sobre aquellos que lo practican como pasatiempo.
La exclusión de los profesionales causó controversias. El campeón de pentatlón y decatlón de los Juegos Olímpicos de Estocolmo 1912, Jim Thorpe, fue despojado de sus medallas cuando se descubrió que había jugado béisbol semiprofesional antes de los Juegos Olímpicos. El COI le restauró sus medallas póstumas en 1983. Esquiadores suizos y austríacos boicotearon los Juegos Olímpicos de invierno de 1936 en apoyo de sus profesores de esquí, a los cuales no se les permitió competir puesto que ganaban dinero gracias a su deporte y por lo tanto fueron considerados profesionales.
La estructura de las clases evolucionó a lo largo del siglo XX y la definición del deportista amateur como un caballero aristócrata se convirtió en obsoleta. La llegada del patrocinio del Estado a "atletas amateur de tiempo completo" de los países del bloque del Este erosionó aún más la ideología del amateurismo puro, ya que puso a los atletas amateur con financiamiento propio de los países occidentales en desventaja. Sin embargo, el COI mantuvo las reglas tradicionales sobre el amateurismo. A principios de la década de 1970, el amateurismo fue eliminado de modo gradual de la Carta Olímpica. Después de los Seúl 1988, el COI decidió permitir a profesionales participar en los Juegos Olímpicos, sujetos a la aprobación de las Federaciones Internacionales.

## Controversias

### Boicots

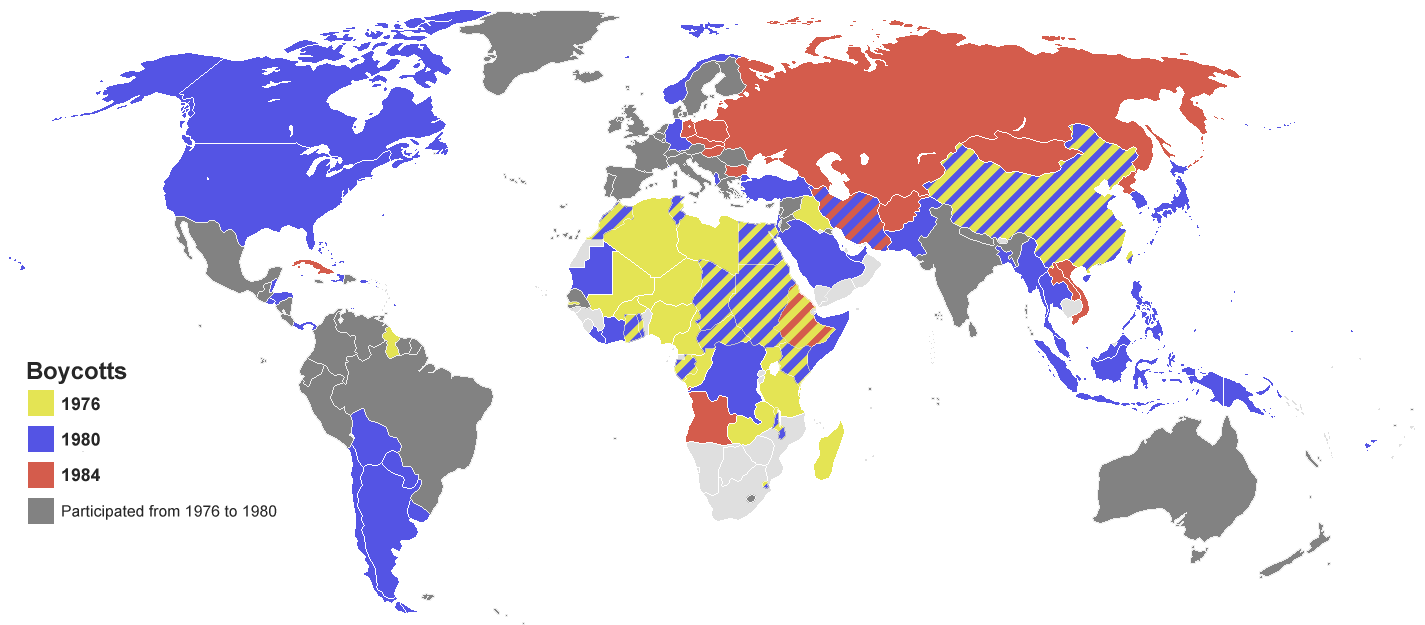
Países que boicotearon los Juegos Olímpicos de 1976 (amarillo), 1980 (azul) y 1984 (rojo), países que no boicotearon ninguna edición (gris).

Desde la creación de los Juegos Olímpicos modernos en 1896, solo los contingentes de Grecia, Australia, Francia, Reino Unido y Suiza se han hecho presentes en todas la ediciones. Si bien algunos países no participan por falta de atletas clasificados, o por no estar afiliados al COI, algunos optan por el boicot. 
El Consejo Olímpico de Irlanda boicoteó Berlín 1936, debido a que el COI insistió en que su contingente debía unirse al del Estado Libre de Irlanda para representar en uno solo a toda la isla de Irlanda. Diversos países boicotearon los Juegos Olímpicos de Melbourne 1956: Países Bajos, España y Suiza se negaron a asistir a causa de la represión soviética de la revolución húngara de 1956 —sin embargo, estos tres países enviaron competidores a los eventos ecuestres celebrados en Estocolmo—. Camboya, Egipto, Irak y Líbano boicotearon debido a la Guerra del Sinaí; China (República Popular China) hizo lo propio porque a Taiwán (República de China) se le permitió competir en esa edición.
En 1976, 24 países africanos boicotearon los Juegos de Montreal en forma de protesta, pues habían solicitado, sin éxito, que se excluyera a Nueva Zelanda por disputar encuentros de rugby contra equipos de Sudáfrica, país excluido por sus políticas racistas. Los países africanos cumplieron su amenaza, a ellos se les unieron Guyana e Irak en un boicot dirigido por Tanzania, después de que algunos atletas ya habían competido. Taiwán decidió boicotear los Juegos, debido a la presión ejercida por la República Popular China al Comité Organizador en relación con el nombre de la República de China. La República de China rechazó una propuesta que le hubiera permitido usar la bandera y el himno de Taiwán, siempre y cuando se modificara el nombre con el que participaría. Taiwán no participó en los Olímpicos hasta 1992, cuando volvió con el nombre de China Taipéi, con una bandera y un himno especiales.
En 1980 y 1984, oponentes de la Guerra Fría realizaron grandes boicots. 65 países se negaron a competir en Moscú 1980 debido a la invasión soviética de Afganistán. Esto redujo los participantes a 81 países, la cifra más baja desde 1956. La Unión Soviética y 14 de sus aliados del bloque del Este —excepto Rumania— boicotearon la siguiente, en Los Ángeles 1984, alegando que no podían garantizar la seguridad de sus atletas. Funcionarios soviéticos defendieron su decisión de retirarse diciendo que «Estados Unidos estaba siendo azotado por sentimientos chauvinistas y una histeria antisoviética». Las naciones que boicotearon los Juegos organizaron su evento alternativo, los Juegos de la Amistad, en agosto.
En Seúl 1988, Corea del Norte presionó al COI para realizar una edición conjunta entre ambas Coreas, sin embargo, ante las reglas de la Carta Olímpica, el COI se negó. A cambio, el COI ofreció la realización de algunas pruebas en Corea del Norte siempre y cuando ese país aceptara algunas condiciones, entre ellas abrir la frontera intercoreana, condiciones que no fueron aceptadas. Corea del Norte llamó a boicotear los Juegos y fue apoyada por Cuba, Nicaragua, Albania y Etiopía.
En protesta a la situación de los derechos humanos en la República Popular China, las protestas del Tíbet y el conflicto de Darfur se llamó a boicotear Pekín 2008. Ninguna nación apoyó el boicot. En agosto de 2008, el gobierno de Georgia llamó a un boicot de los Juegos Olímpicos de invierno de 2014, en respuesta a la participación rusa en la Guerra de Osetia del Sur de 2008.

### Política

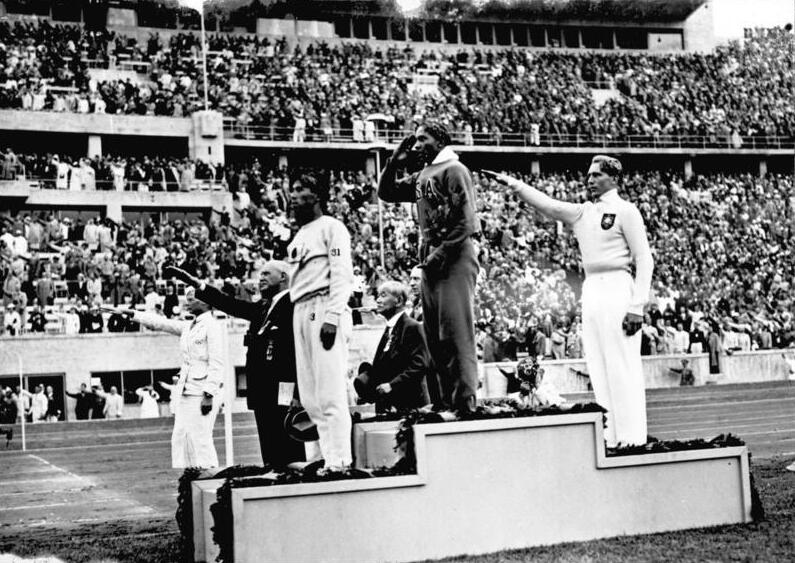
Jesse Owens en Berlín 1936.

Los Juegos Olímpicos se han utilizado como plataforma para promover ideologías. La Alemania nazi quiso retratar al Partido Nacional Socialista como benévolo y amante de la paz cuando Berlín fue sede de los Juegos de 1936, a pesar de que los utilizaron para mostrar la supuesta superioridad aria. Alemania fue el país más exitoso en esa edición, lo que hizo mucho para respaldar sus alegaciones de la supremacía aria, pero las victorias notables de afroamericanos como Jesse Owens, que ganó cuatro medallas de oro, y judíos como la húngara Ibolya Csák, arruinaron el mensaje.
En los Juegos Olímpicos de Helsinki 1952, la Unión Soviética participó por primera vez en unos Juegos Olímpicos. Sin embargo, a partir de 1928, los soviéticos organizaron un evento deportivo internacional llamado Espartaquiada. Durante el período de entreguerras (1920-1930), las organizaciones comunistas y socialistas de varios países trataron de contrarrestar las "Olimpiadas burguesas" creando las Olimpiadas Obreras. Para 1956, los soviéticos se habían convertido en una superpotencia deportiva y al hacerlo se aprovecharon de la publicidad obtenida al ganar en los Juegos Olímpicos.
En Melbourne 1956, Alemania Federal y Alemania Oriental participaron en la ceremonia de apertura con una misma bandera, pero compitieron por separado.
Debido a las leyes australianas de cuarentena y de protección animal, en Melbourne 1956 los deportes ecuestres tuvieron que realizarse en Estocolmo, siendo la primera vez que los JJ. OO. se realizan en dos países diferentes (en dos continentes).
También han buscado promover la política. En México 1968, dos atletas estadounidenses, Tommie Smith y John Carlos, primer y tercer lugar en los 200 metros, realizaron el saludo del Poder Negro durante la ceremonia de premiación. El segundo lugar, el australiano Peter Norman, aceptó la invitación a portar la insignia del Proyecto Olímpico para los Derechos Humanos en apoyo a Smith y Carlos. En respuesta a la protesta, el presidente del COI, Avery Brundage, dio dos opciones al Comité Olímpico Estadounidense (USOC): enviar a casa a los dos atletas o retirar a todo el equipo de atletismo. El USOC optó por retirar a Smith y Carlos.
El gobierno iraní ha tomado medidas para evitar competencias entre atletas de Irán versus Israel. El yudoca iraní Arash Miresmaeili no participó contra un israelí en los Juegos Olímpicos de Atenas 2004. A pesar de que fue descalificado por tener exceso de peso, Miresmaeli fue galardonado con 125 000 dólares por el gobierno iraní, una cantidad pagada a todos los iraníes ganadores de medallas de oro. Fue absuelto de evitar la pelea de forma intencionada, pero el premio monetario levantó sospechas.
En Sídney 2000 y Atenas 2004, Corea del Norte y Corea del Sur desfilaron en las ceremonias de apertura de ambas ediciones con una sola bandera, aunque compitieron por separado. Lo hicieron como una forma de unificarse, pese a las ideologías opuestas.

### Dopaje

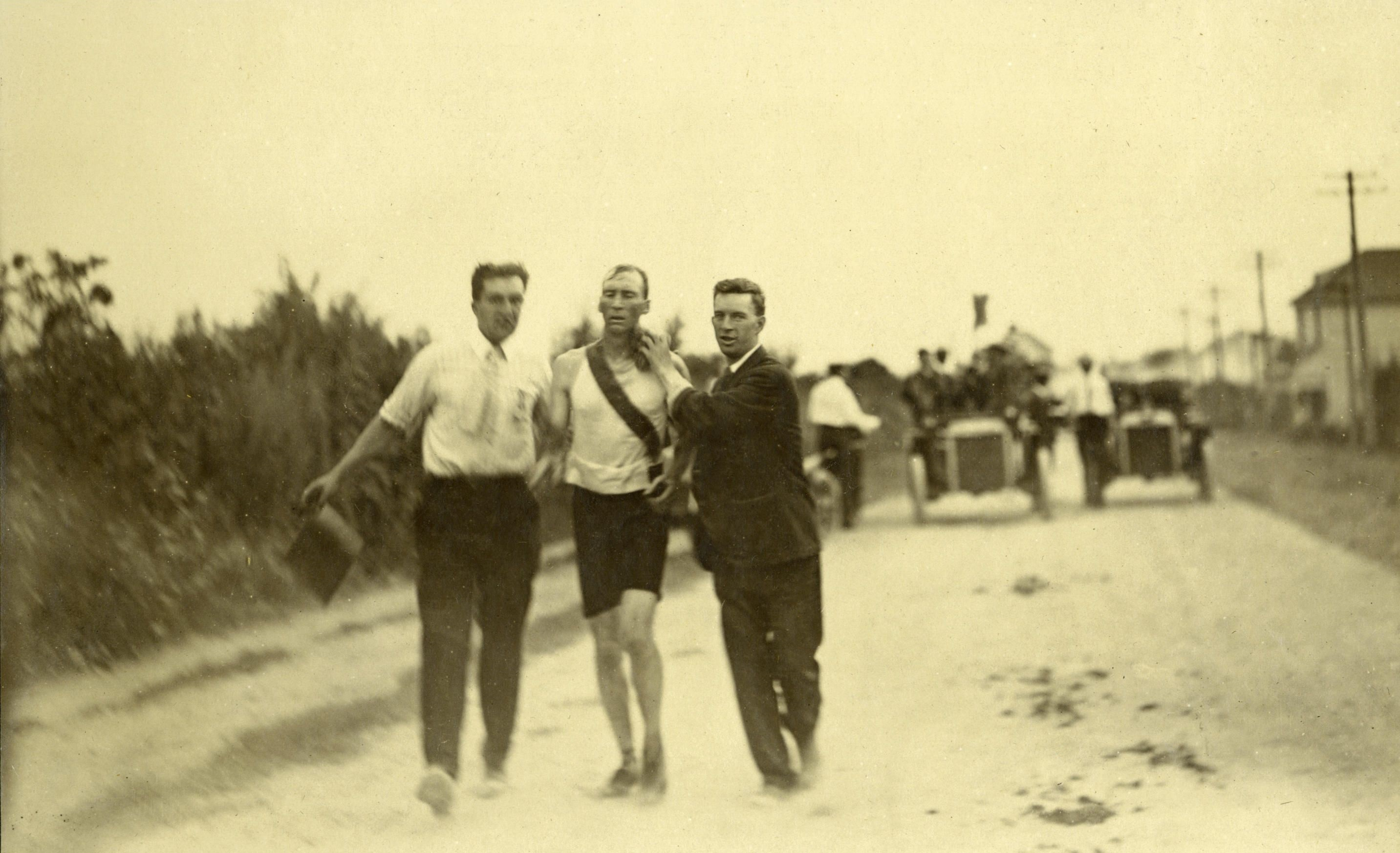
Thomas Hicks durante el maratón de los Juegos Olímpicos de San Luis 1904.

En San Luis 1904 se presentó el primer caso documentado de dopaje. Thomas Hicks, medallista de oro en el maratón, recibió estricnina de su entrenador. En Londres 1908, el atleta italiano Dorando Pietri se inyectó estricnina; acusado de usar estas sustancias para mejorar el rendimiento, fue descalificado. Se lo veía correr desorientado.
La única muerte ocasionada por el dopaje, relacionada con los Juegos Olímpicos ocurrió en Roma 1960. El danés Knud Jensen Enemark cayó de su bicicleta y murió tiempo después. Una investigación forense le descubrió rastros de anfetaminas. A mediados de esa década, las federaciones deportivas empezaron a prohibir el uso de drogas que mejoraban el rendimiento; en 1967, el COI hizo lo mismo. El COI creó la Comisión Médica que inició los controles antidopaje en los Juegos Olímpicos de México 1968.
El primer atleta olímpico en dar positivo en una prueba de dopaje fue Hans-Gunnar Liljenwall, un sueco que dio positivo por alcohol en México 1968, por lo que le quitaron su medalla de bronce. El dopaje más publicitado fue el del canadiense Ben Johnson, quien ganó los 100 metros en Seúl 1988; dio positivo por estanozolol y fue despojado de su oro.
A finales de 1990, el COI tomó la iniciativa en una batalla más organizada contra el dopaje, mediante la formación de la Agencia Mundial Antidopaje en 1999. Hubo un fuerte aumento en las pruebas positivas de dopaje en los Juegos Olímpicos de Sídney 2000 y 2002. Varios medallistas en halterofilia y esquí de fondo fueron descalificados por dopaje. Durante los Juegos Olímpicos de invierno de 2006, solo un atleta dio positivo en dopaje. El régimen de pruebas antidopaje creado por el COI ha establecido un punto de referencia mundial que otras federaciones deportivas del mundo intentan emular. Durante los Juegos de Pekín 2008, 3667 atletas fueron evaluados por el COI bajo los auspicios de la Agencia Mundial Antidopaje. Se hicieron pruebas de orina y sangre para detectar sustancias prohibidas. Varios atletas fueron excluidos por Comités Olímpicos Nacionales de las competencias antes de los Juegos. Solo tres atletas dieron positivo.
Para Río de Janeiro 2016, el gobierno de Rusia había planeado hacer que sus deportistas fueran con dopaje, pero fueron descubiertos. Dicho truco había sido utilizado en la Universiada de 2013, en el Campeonato Mundial de Atletismo de 2013 y en Sochi 2014. Debido a esto, se exigió que Rusia fuera excluida de los Juegos Olímpicos; sin embargo, el COI anunció que Rusia participaría en Río de Janeiro 2016. No obstante, la sanción evitó que en Tokio 2020 los rusos pudieran usar su bandera e himno.

### La mujer en los JJ. OO.
Las mujeres en los Juegos Olímpicos participaron por primera vez en la segunda edición en 1900 con 22 mujeres (el 2,2% del total de competidores) de manera no oficial. Las mujeres participaron por primera vez de manera oficial en los Juegos Olímpicos de Verano de Ámsterdam en 1928. En 1968 por primera vez una mujer encendió la Llama Olímpica. La proporción de participantes femeninas fue aumentando lentamente hasta que se consiguió paridad plena en 2024.

### Terrorismo y violencia
Tres olimpiadas transcurrieron sin celebración de Juegos Olímpicos debido a la guerra: Berlín 1916 —cancelada a causa de la Primera Guerra Mundial—; Helsinki 1940, Londres 1944, Garmisch-Partenkirchen 1940 y Cortina d'Ampezzo 1944 —por la Segunda Guerra Mundial—. La guerra de Osetia del Sur entre Georgia y Rusia estalló en la jornada inaugural de los Juegos Olímpicos de Pekín 2008. George W. Bush y Vladímir Putin asistían a los Juegos Olímpicos en ese momento y discutieron sobre ese conflicto durante un almuerzo ofrecido por el presidente chino, Hu Jintao. Cuando Nino Salukvadze de Georgia ganó la medalla de bronce en la competencia de pistola de aire 10 m, compartió podio con Natalia Paderina, tiradora rusa ganadora de la plata. En lo que se convirtió en un evento muy publicitado, Salukvadze y Paderina se abrazaron en el podio después de la finalización de la premiación.
El terrorismo ha afectado dos ediciones de Juegos Olímpicos, en particular Múnich 1972. Cuando los Juegos Olímpicos de verano se celebraron en la ciudad alemana, once miembros del equipo olímpico israelí fueron secuestrados por el grupo terrorista palestino Septiembre Negro. En la denominada «masacre de Múnich», asesinaron a dos atletas poco después de secuestrarlos, e hicieron lo mismo con el resto tras un intento fallido de liberación, en ello, un oficial de la policía alemana y cinco terroristas fallecieron. Avery Brundage, presidente del COI, se negó a suspender los Juegos y 34 horas después de la masacre los reanudó con una polémica frase: «los Juegos deben continuar».
El 29 de noviembre de 1987 Corea del Norte intentó boicotear los Juegos Olímpicos de Seúl 1988 con un atentado terrorista el cual consistió en hacer explotar un avión Boeing 707 de la aerolínea surcoreana Korean Air en el cual murieron 115 personas (todos los ocupantes del avión). El ataque fue obra de dos agentes secretos norcoreanos que intentaron suicidarse al ser detenidos; la única sobreviviente, Kim Hyon-hui, aseguró uno de los objetivos se pretendía sabotear el turismo durante los Juegos de Seúl 1988, y asustar a las delegaciones participantes para que no asistan. Sin embargo, el plan norcoreano no resultó y los Juegos de Seúl 1988 se llevaron con total normalidad. (Véase Vuelo 858 de Korean Air).
Durante Atlanta 1996, una bomba detonada en el Centennial Olympic Park mató a dos personas e hirió a 111. Eric Rudolph, un terrorista estadounidense, fue condenado a cadena perpetua. Los Juegos Olímpicos de invierno de 2002, tuvieron lugar cinco meses después de los atentados del 11 de septiembre, con un aumento en el nivel seguridad. La ceremonia de apertura contó con signos de ese día: la bandera que ondeaba en la zona cero: Daniel Rodríguez, oficial de la Policía de Nueva York, cantando God Bless America y guardias de honor de los miembros del Departamento de Bomberos de la Ciudad de Nueva York y del Departamento de Policía de Nueva York. Los acontecimientos provocaron una creciente preocupación en relación con la seguridad en los Juegos Olímpicos e intentos más grandes de evitar un ataque terrorista a gran escala.

### Racismo
Si bien en la actualidad el COI prohíbe cualquier tipo de eventual manifestación de racismo en los Juegos Olímpicos, éstos no fueron ajenos, por parte de países o atletas.
En San Luis 1904, se llevó a cabo la que está considerada la mayor mancha racista en la historia del deporte; fue la primera vez que el racismo se hacía presente en los Juegos Olímpicos. En esta edición participaron deportistas de diferentes razas, y era la primera vez que deportistas de raza negra participaban en Juegos Olímpicos. El estadounidense George Poage se convertiría en el primer afrodescendiente en ganar una medalla olímpica. Sin embargo, lo que en verdad originó el racismo fueron los "Días Antropológicos" que se realizaron en paralelo y que fueron una parodia de los Juegos Olímpicos para demostrar la superioridad blanca ante afrodescendientes e indígenas.
Sobre Berlín 1936, existieron mitos y leyendas en los que se cree que Adolf Hitler intentó utilizar los juegos para demostrar la superioridad de la raza aria. Se dice que Hitler se negó a darle la mano a Jesse Owens (ganador de medallas de oro) por ser de raza negra, y que según el propio Owens, solo recibió una felicitación por escrito por parte del gobierno alemán. También se dice que estos juegos fueron una humillación para los nazis, debido a que un gran número de deportistas negros lograron ganar medallas de oro; pero en realidad, fue Alemania quien ganó más medallas, con lo que Hitler se mostró satisfecho. La atleta Gretel Bergmann, a pesar de igualar un récord nacional en salto de altura un mes antes de los juegos, fue excluida del equipo alemán por ser judía.

Bandera utilizada por Sudáfrica en Barcelona 1992, luego de su readmisión en los Juegos Olímpicos.

Sudáfrica debutó en los Juegos Olímpicos en Londres 1908 y participó con normalidad hasta Roma 1960. Sin embargo, como en ese país existía la política segregacionista del apartheid, la cual discriminaba a personas de raza negra, el COI decidió expulsarla de forma permanente mientras no cambiara su proceder. Ante esto, el gobierno sudafricano intentó convencer al COI de volver a participar en la justa deportiva, apelando a la neutralidad del evento, lo que significaba no tener pretensiones de eliminar el segregacionismo. Cuando Sudáfrica, por fin, eliminó la política del apartheid en 1990, se le permitió volver a los Juegos Olímpicos; y fue así que en Barcelona 1992, aunque lo hizo con una bandera provisional para la ocasión, recién en Atlanta 1996, pudo utilizar otra vez su bandera.
En Londres 2012, dos deportistas fueron expulsados, debido a publicaciones en sus cuentas de Twitter, que fueron consideradas racistas. La atleta griega Paraskevi "Voula" Papajristu fue expulsada luego de declarar que: "Con tantos africanos en Grecia, al menos los mosquitos del Nilo Occidental serán nutridos de comida casera". El futbolista suizo Michel Morganella, luego de que su selección perdiera 2 a 1 contra Corea del Sur fue expulsado luego de declarar que: "Yo rompo a todos los coreanos, váyanse todos a incendiarse. Ahahahhahahaah, banda de trisómicos. ¡Voy a dar una paliza a todos los coreanos del sur! Menudos retrasados mentales". Luego, ambos deportistas cerraron sus cuentas de Twitter y ofrecieron disculpas, pidieron no ser expulsados, pero sus delegaciones optaron por echarlos.
El racismo en los Juegos Olímpicos también puede verse en la exclusividad que han tenido los deportes occidentales sobre otras tradiciones de competición. Por ejemplo, los países con pasado indígena han practicado desde antaño juegos y deportes cuyo registro no cabe en el modelo occidental promovido por el Comité Olímpico Internacional.

### Muertes
En Estocolmo 1912, el atleta portugués Francisco Lázaro se convertiría en el primer deportista en morir en unos Juegos Olímpicos luego de haber corrido 30 km de la maratón. Se creyó que había muerto por deshidratación debido a las altas temperaturas. Luego se descubrió que se había colocado cera en la piel para evitar las quemaduras solares y mejorar su velocidad y ligereza. La cera limitó su sudoración natural, lo que le llevó a un desequilibro electrolítico de los fluidos del cuerpo que le produjo la muerte. Antes de la carrera, habría dicho: "o gano o muero". Había sido el primer abanderado de su país.
En Roma 1960, el ciclista danés Knud Jensen Enemark cayó de su bicicleta y murió tiempo después. Una investigación forense le descubrió rastros de anfetaminas.

### Maltrato animal
En París 2024, la campeona olímpica ecuestre la jinete británica Charlotte Dujardin se retiró debido a que apareció un video en donde ella maltrata a un caballo. La Federación Ecuestre Internacional (FEI) anunció la "suspensión provisional" de la campeona debido a que su conducta es "contraria a los principios del bienestar de los caballos".

## Nacionalidad

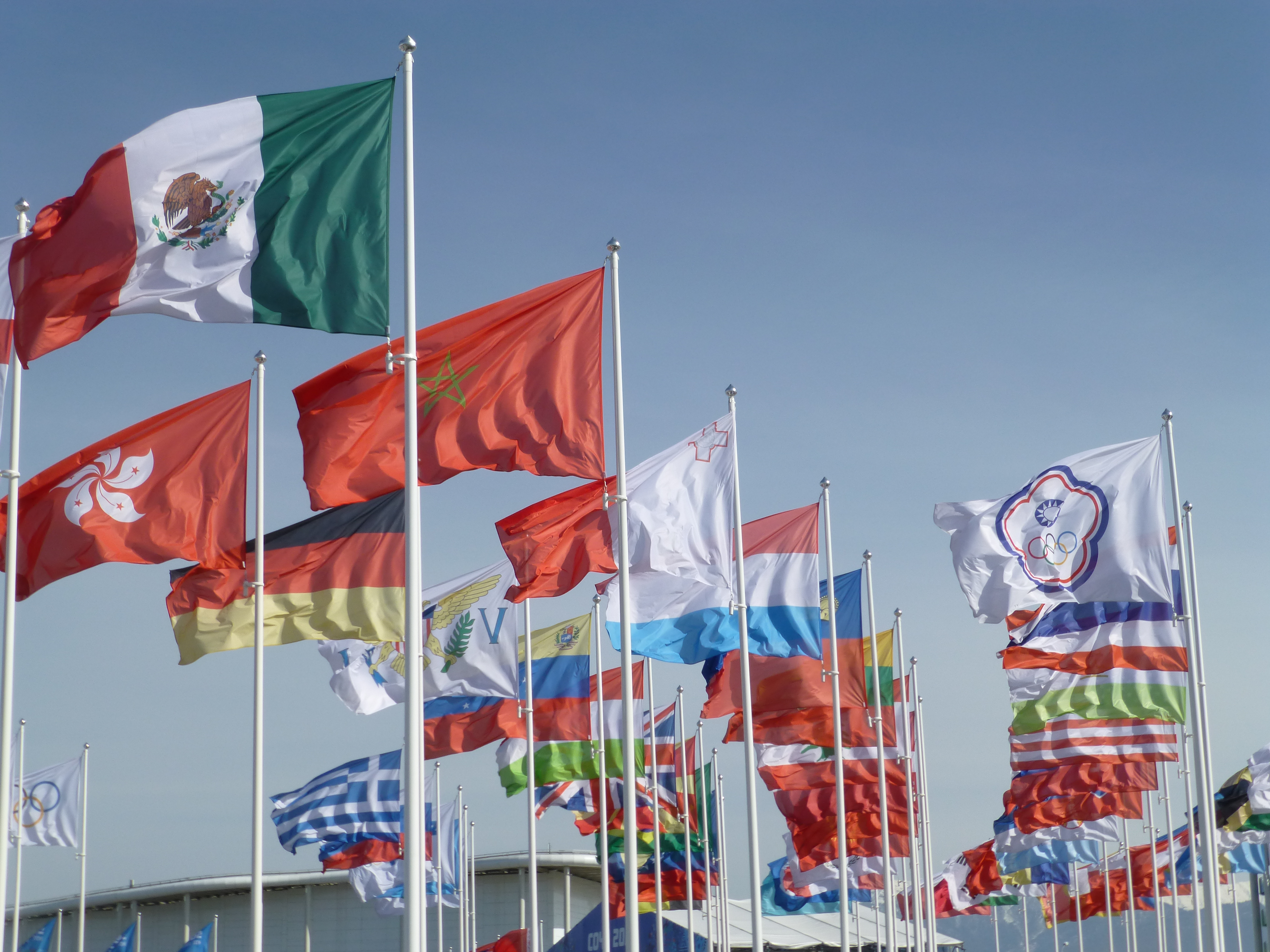
Banderas ondeando durante los Juegos Olímpicos de Sochi 2014.

### Reglas del Comité Olímpico Internacional sobre la nacionalidad
La Carta Olímpica establece que un atleta sea nacional de un país para competir en su representación. Deportistas con doble nacionalidad pueden competir por uno u otro país, siempre y cuando hayan transcurrido tres años desde el momento en que compitió por su país anterior. Sin embargo, si los Comités Olímpicos Nacionales y la Federaciones Internacionales llegan a un acuerdo, la comisión ejecutiva del COI tiene la capacidad de reducir o cancelar este período.

### Razones para cambio de nacionalidad
En ocasiones, los atletas se convierten en ciudadanos de otra nación con el único fin de competir en los Juegos Olímpicos. Esto suele ocurrir ya porque las personas se sienten atraídas por los patrocinios y las instalaciones de entrenamiento o porque un atleta no cumple con los requisitos de su país. Esto suele ser debido a que hay muchos atletas cualificados del país de origen de un atleta y este quiere ser capaz de participar y ayudar al equipo de su nuevo país. Entre 1992 y 2008, cerca de cincuenta atletas habían emigrado a los Estados Unidos para competir en el equipo olímpico de ese país, después de haber competido para otra nación. Un caso conocido de elección por doble nacionalidad es el del atleta Félix Sánchez, quien nació en Estados Unidos, pero representó el país de sus padres, República Dominicana.

### Cambios de nacionalidad y disputas
Uno de los casos más famosos de cambio de nacionalidad para los Juegos Olímpicos fue Zola Budd, una corredora sudafricana que emigró al Reino Unido, ya que a su país de origen no se le permitía participar por sus políticas de apartheid. Budd era elegible para la ciudadanía británica porque su abuelo nació allí, pero ciudadanos británicos acusaron al gobierno de acelerar el proceso de ciudadanía para ella.
Otros casos notables incluyen al del corredor keniano Bernard Lagat que se convirtió en un ciudadano de Estados Unidos en mayo de 2004. La Constitución de Kenia requiere que un ciudadano renuncie a la ciudadanía keniana cuando se convierte en ciudadano de otra nación. Lagat compitió por Kenia en los Juegos Olímpicos de Atenas 2004, a pesar de que ya se había convertido en ciudadano de Estados Unidos. Sin embargo, para Kenia, él ya no era un ciudadano keniano, dejando así su medalla de plata en peligro. Lagat dijo que comenzó el proceso de ciudadanía a finales de 2003 y no esperaba convertirse en un ciudadano estadounidense hasta después de los Juegos de Atenas.
La jugadora de baloncesto Becky Hammon no estaba considerada para el equipo olímpico de Estados Unidos. Sin embargo, ella quería jugar en los Olímpicos, por lo que emigró a Rusia, donde jugó en una liga nacional durante el receso de temporada de la WNBA. Hammon recibió críticas por parte de algunos estadounidenses, entre ellos el entrenador del equipo nacional de Estados Unidos e incluso fue llamada antipatriota.

## Medallistas

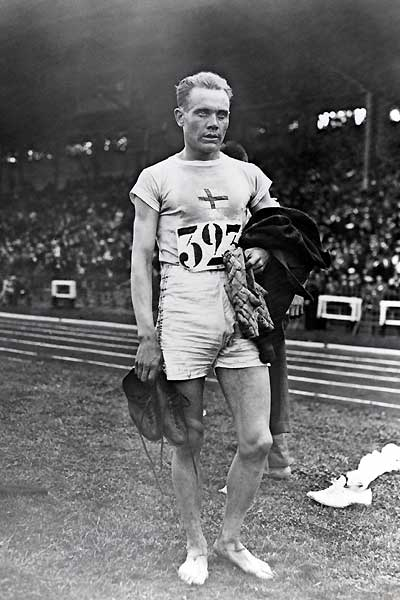
Paavo Nurmi (1897-1973), un corredor finlandés de media y larga distancia, apodado el "finlandés volador" o el "finlandés fantasma", estableció 22 récords mundiales oficiales en distancias entre 1500 y 20 km, ganando doce medallas en su carrera, en los Juegos Olímpicos. Paavo Nurmi en los Juegos Olímpicos de París 1924.

Los atletas o equipos que obtengan el primer, segundo o tercer lugar en cada evento recibirán medallas. Los ganadores —primer lugar— las recibían de oro macizo hasta 1912, luego de plata cubierta de oro y ahora de plata chapada en oro. Sin embargo, cada medalla de oro debe contener por lo menos seis gramos de oro puro. Los subcampeones recibirán medallas de plata y los ganadores del tercer lugar obtendrán medallas de bronce. En las pruebas de combate disputadas en un torneo de eliminación directa —en especial el boxeo—, el tercer lugar no puede ser determinado y los dos perdedores de las semifinales recibirán medallas de bronce. En Atenas 1896 solo los dos primeros lugares recibieron medallas, plata y bronce. La entrega de las tres medallas fue introducida en los Juegos de San Luis 1904. De 1948 en adelante los atletas ganadores del cuarto, quinto y sexto lugar han recibido certificados o diplomas olímpicos. En 1984, se añadieron diplomas para el séptimo y octavo lugar. En Atenas 2004, los medallistas también recibieron coronas de olivo.

## Sedes de los Juegos Olímpicos

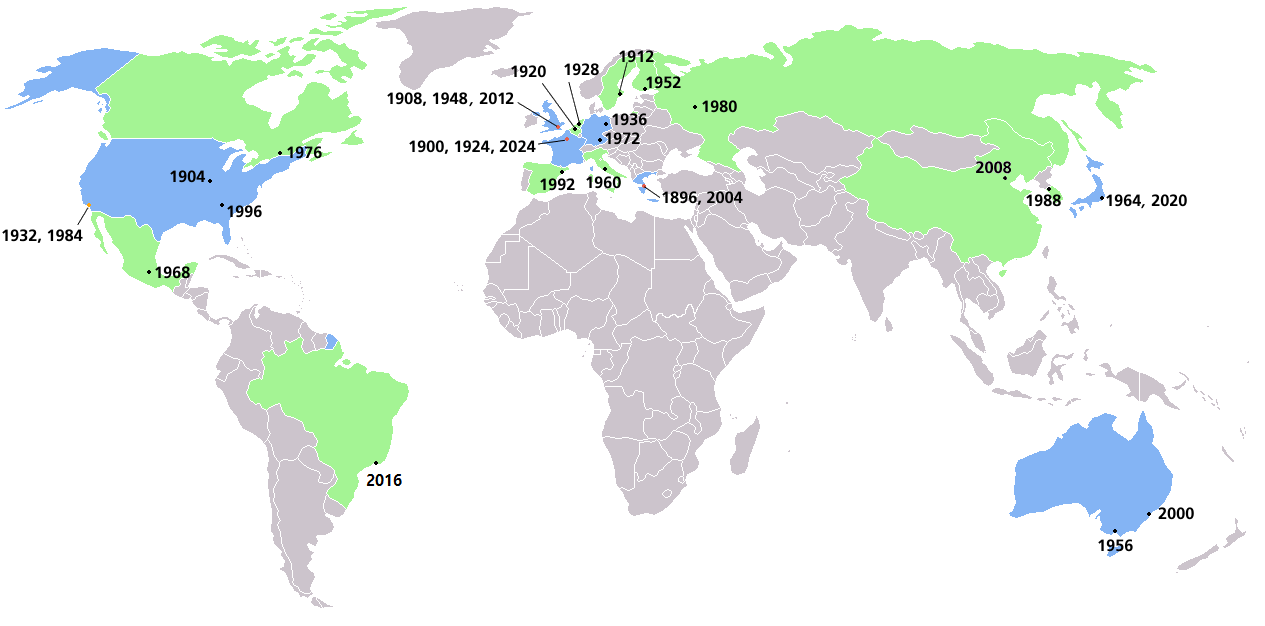
Sedes de los Juegos Olímpicos de Verano. En verde se muestran las sedes en una edición, en azul se muestran las sedes en dos o más ediciones.

Sedes de los Juegos Olímpicos de Invierno. En verde se muestran las sedes en una edición, en azul se muestran las sedes en dos o más ediciones.

La ciudad sede de los Juegos Olímpicos suele ser elegida siete años antes de la celebración. El proceso de selección se lleva a cabo en dos fases que abarcan un período de dos años. La ciudad que busca la candidatura lo solicita a su Comité Olímpico Nacional, pero si más de una ciudad de un país presenta una propuesta a su CON, este tiene un proceso interno de selección, ya que solo una ciudad por CON puede presentarse a la evaluación del Comité Olímpico Internacional. Una vez que el plazo para la presentación de propuestas por parte de los CON se alcanza, la primera fase (Solicitud) comienza con las ciudades aspirantes que solicitaron se les aplicara el cuestionario sobre varios criterios clave relacionados con la organización de los Juegos Olímpicos.
De esta forma, los solicitantes deben dar garantías de que cumplirán con la Carta Olímpica y con las demás normas establecidas por el Comité Ejecutivo del COI. La evaluación de los cuestionarios contestados es realizada por un grupo especializado del COI. Los cuestionarios ofrecen una visión general de los proyectos de cada solicitante y su potencial para albergar los Juegos. Sobre la base de esta evaluación técnica, el Comité Ejecutivo del COI elige a los candidatos que pasarán a la fase de candidatura. Una vez que las ciudades candidatas son seleccionadas, deberán realizar una presentación más grande y más detallada de su proyecto como parte de un expediente de candidatura. Cada ciudad es analizada por una comisión de evaluación.
Esta comisión visitará las ciudades candidatas, entrevistando a funcionarios locales e inspeccionando las instalaciones potenciales, para presentar un informe sobre sus conclusiones un mes antes de la decisión final del COI. Durante el proceso de entrevista, la ciudad también debe garantizar que será capaz de financiar los Juegos. Después del trabajo del comité evaluador, la lista de candidatos se presenta en la Sesión General del COI, que debe reunirse en un país que no cuente con una ciudad candidata. Los miembros del COI reunidos en la sesión deben elegir una ciudad sede. Una vez elegida, el Comité de Candidatura de esa ciudad (junto con el CON del país) firma un Contrato de Ciudad Sede con el COI, así se convierte en ciudad sede oficial de los Juegos Olímpicos.
Para 2024, los Juegos Olímpicos (en sus versiones de verano e invierno) han tenido 44 ciudades sede de 23 países en cuatro continentes; sin embargo, de un total de cincuenta y cuatro ediciones realizadas, solo en diez ocasiones fuera de Europa y América del Norte. Desde Seúl 1988, los Juegos Olímpicos se celebraron siete veces en Asia u Oceanía, un fuerte aumento en comparación con los primeros 92 años de historia olímpica moderna. Los Juegos Olímpicos de Río de Janeiro 2016 fueron los primeros celebrados en América del Sur y los segundos en América Latina. Ninguna edición de los Juegos se ha celebrado en África. Pekín es la única ciudad que albergó las dos versiones de los justa olímpica (verano en 2008 e invierno en 2022).
No obstante, el hecho de que los Juegos Olímpicos son concedidos a ciudades anfitrionas, no a países, los Estados Unidos han organizado ocho Juegos Olímpicos —cuatro de verano y cuatro de invierno— más que cualquier otra nación. Londres y París han albergado tres Juegos Olímpicos, todos en su edición de verano, más que cualquier otra ciudad. Alemania, Australia y Grecia han organizado dos Juegos Olímpicos de verano, al igual que Los Ángeles, Atenas y Tokio. Francia ha organizado tres ediciones invernales, mientras que Suiza, Austria, Noruega, Canadá e Italia lo han hecho dos veces. Solo Lake Placid, Innsbruck y Sankt Moritz han celebrado Olimpiadas de Invierno en dos ocasiones.
Los Juegos Olímpicos de Verano más recientes fueron los de París 2024 y los próximos serán en Los Ángeles 2028. En el caso de los Juegos de Invierno, Pekín 2022 fue la última edición de esta modalidad del evento y Milán-Cortina d'Ampezzo 2026 será la siguiente.
Sedes de los Juegos Olímpicos
| Año                                       | Evento                                    | Sede                                      | Sede                                      |                              |                              |                              |                              |
| Juegos Olímpicos de Verano                | Juegos Olímpicos de Verano                | Juegos Olímpicos de Verano                | Juegos Olímpicos de Verano                |                              |                              |                              |                              |
| ----------------------------------------- | ----------------------------------------- | ----------------------------------------- | ----------------------------------------- | ---------------------------- | ---------------------------- | ---------------------------- | ---------------------------- |
| 1896                                      | I edición                                 | Atenas                                    | Grecia                                    |                              |                              |                              |                              |
| 1900                                      | II edición                                | París                                     | Francia                                   |                              |                              |                              |                              |
| 1904                                      | III edición                               | San Luis                                  | Estados Unidos                            |                              |                              |                              |                              |
| 1908                                      | IV edición                                | Londres                                   | Reino Unido                               |                              |                              |                              |                              |
| 1912                                      | V edición                                 | Estocolmo                                 | Suecia                                    |                              |                              |                              |                              |
| 1916                                      | VI edición                                | Berlín                                    | Alemania                                  |                              |                              |                              |                              |
| Suspendidos por la Primera Guerra Mundial | Suspendidos por la Primera Guerra Mundial | Suspendidos por la Primera Guerra Mundial | Suspendidos por la Primera Guerra Mundial | Año                          | Evento                       | Sede                         | Sede                         |
| 1920                                      | VII edición                               | Amberes                                   | Bélgica                                   | Juegos Olímpicos de Invierno | Juegos Olímpicos de Invierno | Juegos Olímpicos de Invierno | Juegos Olímpicos de Invierno |
| 1924                                      | VIII edición                              | París                                     | Francia                                   | 1924                         | I edición                    | Chamonix                     | Francia                      |
| 1928                                      | IX edición                                | Ámsterdam                                 | Países Bajos                              | 1928                         | II edición                   | Sankt Moritz                 | Suiza                        |
| 1932                                      | X edición                                 | Los Ángeles                               | Estados Unidos                            | 1932                         | III edición                  | Lake Placid                  | Estados Unidos               |
| 1936                                      | XI edición                                | Berlín                                    | Alemania                                  | 1936                         | IV edición                   | Garmisch-Partenkirchen       | Alemania                     |
| 1940                                      | XII edición                               | Helsinki                                  | Finlandia                                 | 1940                         | (V edición)                  | Garmisch-Partenkirchen       | Alemania                     |
| Suspendidos por la Segunda Guerra Mundial |                                           |                                           |                                           |                              |                              |                              |                              |
| 1944                                      | XIII edición                              | Londres                                   | Reino Unido                               | 1944                         | (V edición)                  | Cortina d'Ampezzo            | Italia                       |
| Suspendidos por la Segunda Guerra Mundial |                                           |                                           |                                           |                              |                              |                              |                              |
| 1948                                      | XIV edición                               | Londres                                   | Reino Unido                               | 1948                         | V edición                    | Sankt Moritz                 | Suiza                        |
| 1952                                      | XV edición                                | Helsinki                                  | Finlandia                                 | 1952                         | VI edición                   | Oslo                         | Noruega                      |
| 1956                                      | XVI edición                               | Melbourne                                 | Australia                                 | 1956                         | VII edición                  | Cortina d'Ampezzo            | Italia                       |
| 1960                                      | XVII edición                              | Roma                                      | Italia                                    | 1960                         | VIII edición                 | Squaw Valley                 | Estados Unidos               |
| 1964                                      | XVIII edición                             | Tokio                                     | Japón                                     | 1964                         | IX edición                   | Innsbruck                    | Austria                      |
| 1968                                      | XIX edición                               | Ciudad de México                          | México                                    | 1968                         | X edición                    | Grenoble                     | Francia                      |
| 1972                                      | XX edición                                | Múnich                                    | Alemania Federal                          | 1972                         | XI edición                   | Sapporo                      | Japón                        |
| 1976                                      | XXI edición                               | Montreal                                  | Canadá                                    | 1976                         | XII edición                  | Innsbruck                    | Austria                      |
| 1980                                      | XXII edición                              | Moscú                                     | Unión Soviética                           | 1980                         | XIII edición                 | Lake Placid                  | Estados Unidos               |
| 1984                                      | XXIII edición                             | Los Ángeles                               | Estados Unidos                            | 1984                         | XIV edición                  | Sarajevo                     | Yugoslavia                   |
| 1988                                      | XXIV edición                              | Seúl                                      | Corea del Sur                             | 1988                         | XV edición                   | Calgary                      | Canadá                       |
| 1992                                      | XXV edición                               | Barcelona                                 | España                                    | 1992                         | XVI edición                  | Albertville                  | Francia                      |
| 1996                                      | XXVI edición                              | Atlanta                                   | Estados Unidos                            | 1994                         | XVII edición                 | Lillehammer                  | Noruega                      |
| 2000                                      | XXVII edición                             | Sídney                                    | Australia                                 | 1998                         | XVIII edición                | Nagano                       | Japón                        |
| 2004                                      | XXVIII edición                            | Atenas                                    | Grecia                                    | 2002                         | XIX edición                  | Salt Lake City               | Estados Unidos               |
| 2008                                      | XXIX edición                              | Pekín                                     | China                                     | 2006                         | XX edición                   | Turín                        | Italia                       |
| 2012                                      | XXX edición                               | Londres                                   | Reino Unido                               | 2010                         | XXI edición                  | Vancouver                    | Canadá                       |
| 2016                                      | XXXI edición                              | Río de Janeiro                            | Brasil                                    | 2014                         | XXII edición                 | Sochi                        | Rusia                        |
| 2020                                      | XXXII edición                             | Tokio                                     | Japón                                     | 2018                         | XXIII edición                | Pieonchang                   | Corea del Sur                |
| 2024                                      | XXXIII edición                            | París                                     | Francia                                   | 2022                         | XXIV edición                 | Pekín                        | China                        |
| 2028                                      | XXXIV edición                             | Los Ángeles                               | Estados Unidos                            | 2026                         | XXV edición                  | Milán-Cortina d'Ampezzo      | Italia                       |
| 2032                                      | XXXV edición                              | Brisbane                                  | Australia                                 | 2030                         | XXVI edición                 | Alpes Franceses              | Francia                      |
| 2036                                      | XXXVI edición                             |                                           |                                           | 2034                         | XXVII edición                | Salt Lake City               | Estados Unidos               |

La numeración romana oficial de los Juegos Olímpicos de Verano sigue la numeración de las «olimpiadas» (períodos de cuatro años) y por esto incluye las ediciones suspendidas de 1916, 1940 y 1944. Pero los Juegos de Invierno suspendidos no forman parte de la numeración romana oficial.